# Lateranbasilika

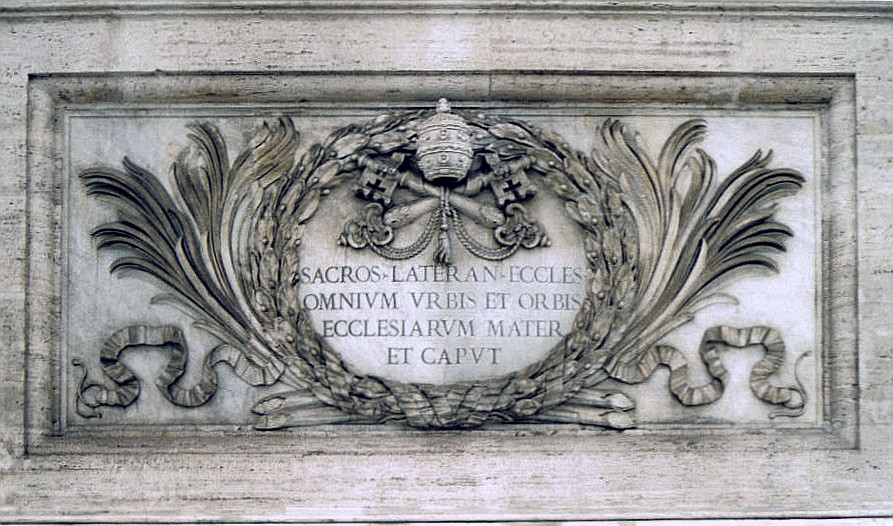
Inschrift auf der Portalsäule von St. Johannes im Lateran

Die Lateranbasilika, italienisch Basilica San Giovanni in Laterano, ist die Kathedrale des Bistums Rom, eine der sieben Pilgerkirchen und ranghöchste der vier Papstbasiliken Roms. Ihre lateinische Bezeichnung lautet Archibasilica Sanctissimi Salvatoris et Sanctorum Iohannis Baptistæ et Evangelistæ in Laterano („Erzbasilika des allerheiligsten Erlösers, der heiligen Johannes des Täufers und Johannes des Evangelisten im Lateran“). Die Basilika gehört zum Gebäudekomplex des Lateran im Stadtteil Monti im Zentrum Roms, der seit der Zeit Kaiser Konstantins I der offizielle Sitz der Päpste ist. Zur Lateranbasilika gehört ein antikes Baptisterium.
Erzpriester ist seit Oktober 2024 Baldassare Kardinal Reina. Das Amt des Ehrenkanonikers von San Giovanni in Laterano steht dem Präsidenten von Frankreich zu.

## Geschichte

### Vorkonstantinische Zeit
Das Grundstück wurde benannt nach den ursprünglichen Eigentümern, der römischen Familie der Plautii Laterani. Es wurde offenbar 65 von Nero aufgrund der Beteiligung des Plautius Lateranus an der Pisonischen Verschwörung konfisziert. Im Jahr 161 baute Marcus Aurelius dort einen Palast. Kaiser Septimius Severus gab Ende des 2. Jahrhunderts einen Teil der Besitzungen an Titus Sextius Magius Lateranus zurück.

### Entwicklung unter Kaiser Konstantin

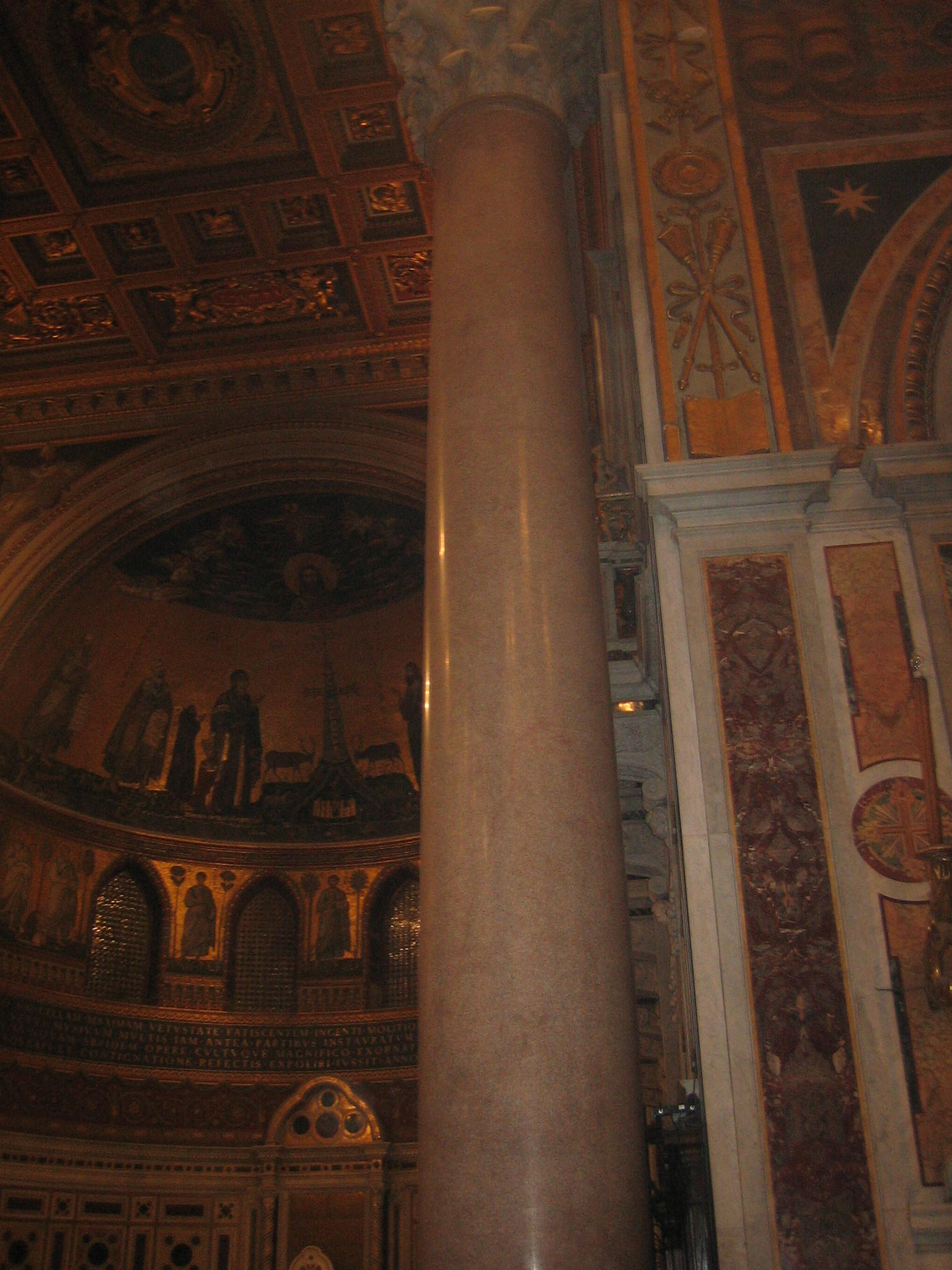
Erhalten gebliebene Säule aus der Basilika Konstantins

Über die eigentliche Gründung der Kirche durch Konstantin den Großen gibt es verschiedene Versionen, über die sich die Historiker streiten. Erwiesen ist, dass sich Anfang des 4. Jahrhunderts an der Aurelianischen Mauer das Quartier der Elitetruppen, der equites singulares Augusti des Kaisers Maxentius befand. Nachdem Konstantin Maxentius 312 besiegt hatte, befahl er, die Kasernen der Reiter im Zuge einer damnatio memoriae schleifen zu lassen, und an dieser Stelle ließ er für die christliche Gemeinde und „als Zeichen seiner Wertschätzung für seinen himmlischen Beschützer“ eine monumentale Basilika und ein dazugehöriges Baptisterium bauen.
Nach einer anderen Version besaß Fausta, Konstantins Frau und Schwester des Maxentius, ein Haus mit einer domus ecclesia (einer christlichen Versammlungs- und Gebetsstätte) auf demselben Grundstück, das sie bereits 313 dem Bischof von Rom, Miltiades, für ein Bischofskonzil übergeben habe.
Von welchem Zeitpunkt an der Lateran die Residenz der römischen Bischöfe war, ist in der Forschung bis heute umstritten. Er lag gleich neben dem im 3. Jahrhundert errichteten Kaiserpalast Sessorium, Wohnsitz von Konstantins Mutter Helena, der in Teilen in der Kirche Santa Croce in Gerusalemme weiterexistiert. Von den drei konstantinischen Großkirchen lag die Lateranbasilika innerhalb der Stadtmauern und diente somit als Kathedrale. Die Petersbasilika und Sankt Paul vor den Mauern befanden sich über den Gräbern der Apostel außerhalb der Stadt. Darum ist die Kirche noch immer die Bischofskirche des Papstes und trägt als solche den Ehrentitel Omnium urbis et orbis ecclesiarum mater et caput („Mutter und Haupt aller Kirchen der Stadt Rom und des Erdkreises“), weswegen sie die ranghöchste Patriarchalbasilika ist. Die Lateranbasilika wurde ursprünglich von Papst Silvester I. Christus, dem Erlöser (lateinisch Salvator), geweiht und später zusätzlich dem Patronat des heiligen Johannes des Täufers (italienisch San Giovanni) unterstellt, daher lautet ihr italienischer Name San Giovanni in Laterano.

### Mittelalter und Frühe Neuzeit
Im 5. Jahrhundert wurden die Gebäude auf dem Lateran wiederholt von Germanen geplündert, 896 durch ein Erdbeben schwer beschädigt, jedoch immer wieder instand gesetzt. 897 fand hier die sogenannte Leichensynode statt, bei der Papst Stephan VI. seinen Vorgänger Formosus postum aburteilen, die Leiche schänden und schließlich in den Tiber werfen ließ.

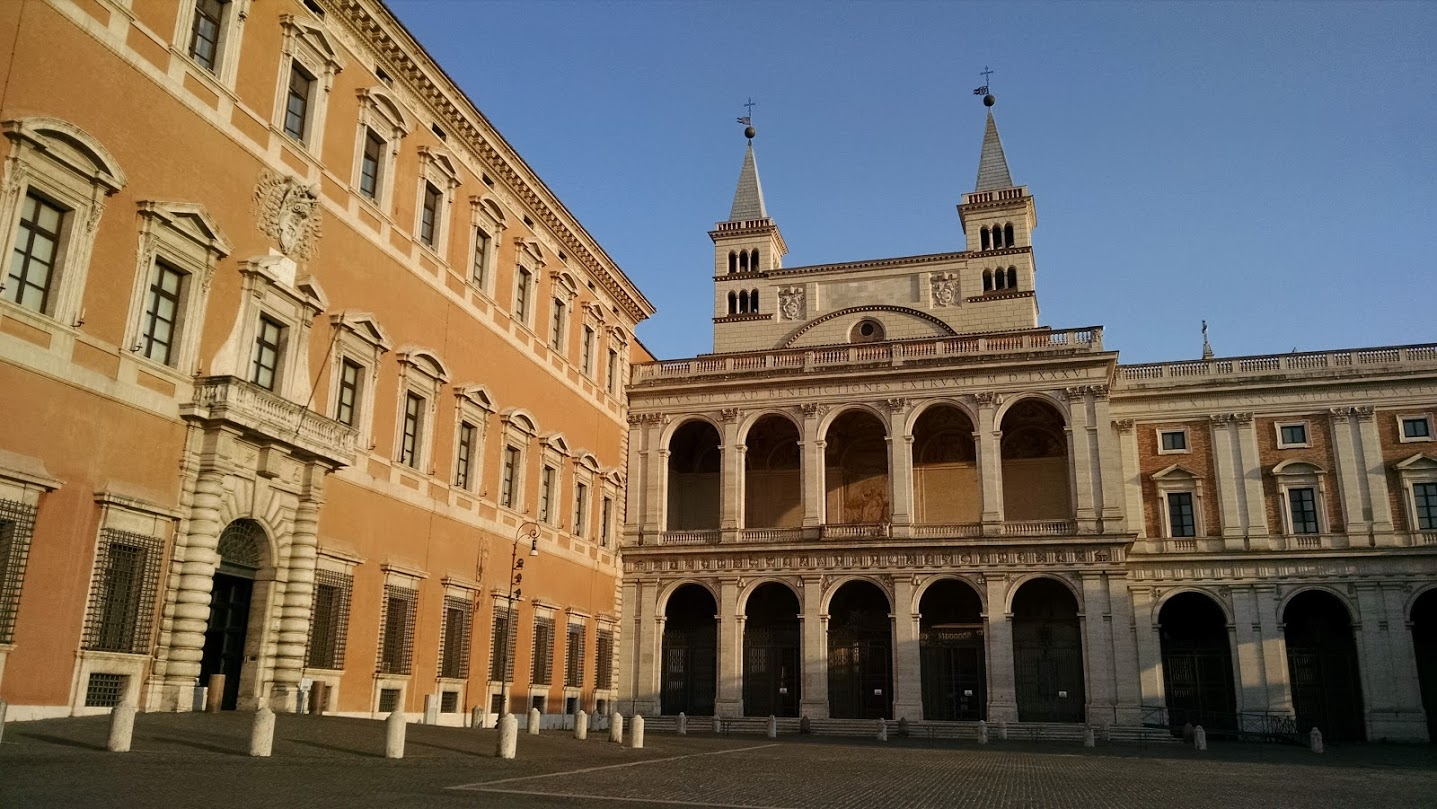
Der Lateranpalast (links) und Fontanas Benediktionsloggia

Folgende Konzile fanden im Lateran statt:
- Erstes Laterankonzil (1123)
- Zweites Laterankonzil (1139)
- Drittes Laterankonzil (1179)
- Viertes Laterankonzil (1215)
- Fünftes Laterankonzil (1512–1517)

Im 14. Jahrhundert wurde San Giovanni durch zwei Feuersbrünste schwer beschädigt und beide Male wieder aufgebaut und erneuert. Neben der Kirche befand sich bis 1309 der Papstpalast, dessen Reste in der Kapelle Sancta Sanctorum und der Heiligen Treppe, der Scala Santa, fortbestehen. Nachdem die Päpste ihre Residenz zunächst nach Avignon und später in den Vatikan verlegten, wurde die Lateranbasilika vernachlässigt.
1586 wurde der heutige an die Kirche angebaute Lateranpalast als päpstliche Sommerresidenz wiedererrichtet. Dabei errichtete der Architekt Domenico Fontana die Benediktionsloggia, vor dem Seiteneingang ins Querschiff.
Die baufällig gewordene Kirche wurde ab 1646 von Francesco Borromini für das Heilige Jahr 1650 stabilisiert und barockisiert. Dabei blieb die ursprüngliche Gestalt als fünfschiffige Basilika auf Wunsch von Innozenz X. bestehen, aber die Seitenschiffe mussten abgerissen und komplett neu erbaut werden. Im Hauptschiff ließ er die ursprüngliche Gestaltung mit 14 Arkaden über enormen spätantiken Säulen auf 5 Bögen pro Seite mit dazwischenliegenden Wandfeldern reduzieren. In den vermauerten Nischen ließ er große Ädikulä errichten, in denen bis zum Beginn des 18. Jahrhunderts kolossale Marmorstatuen der elf Apostel, ohne Judas Iskariot, sowie als zwölfte Statue Paulus von Tarsus Aufstellung fanden.

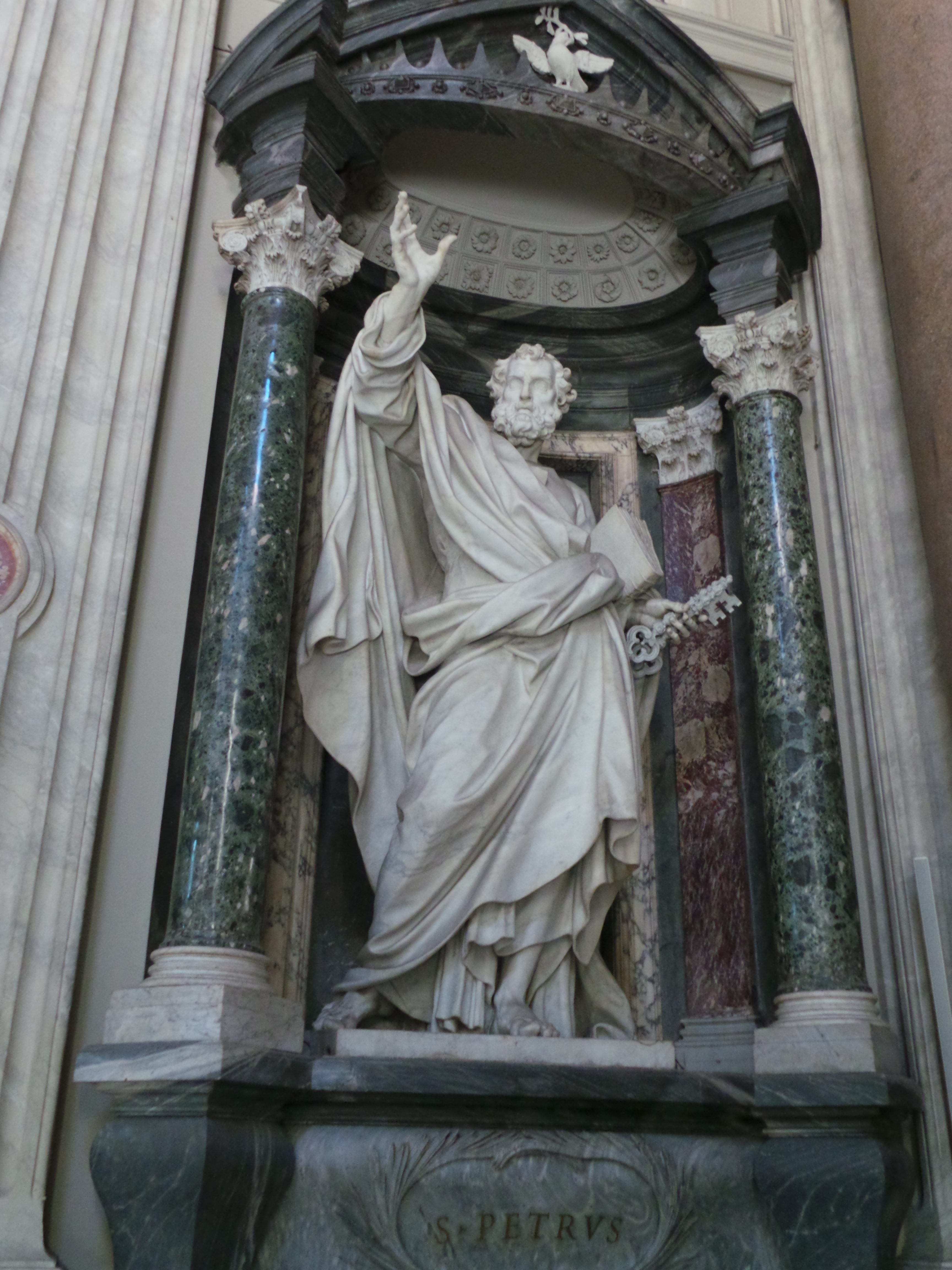
Hl. Petrus
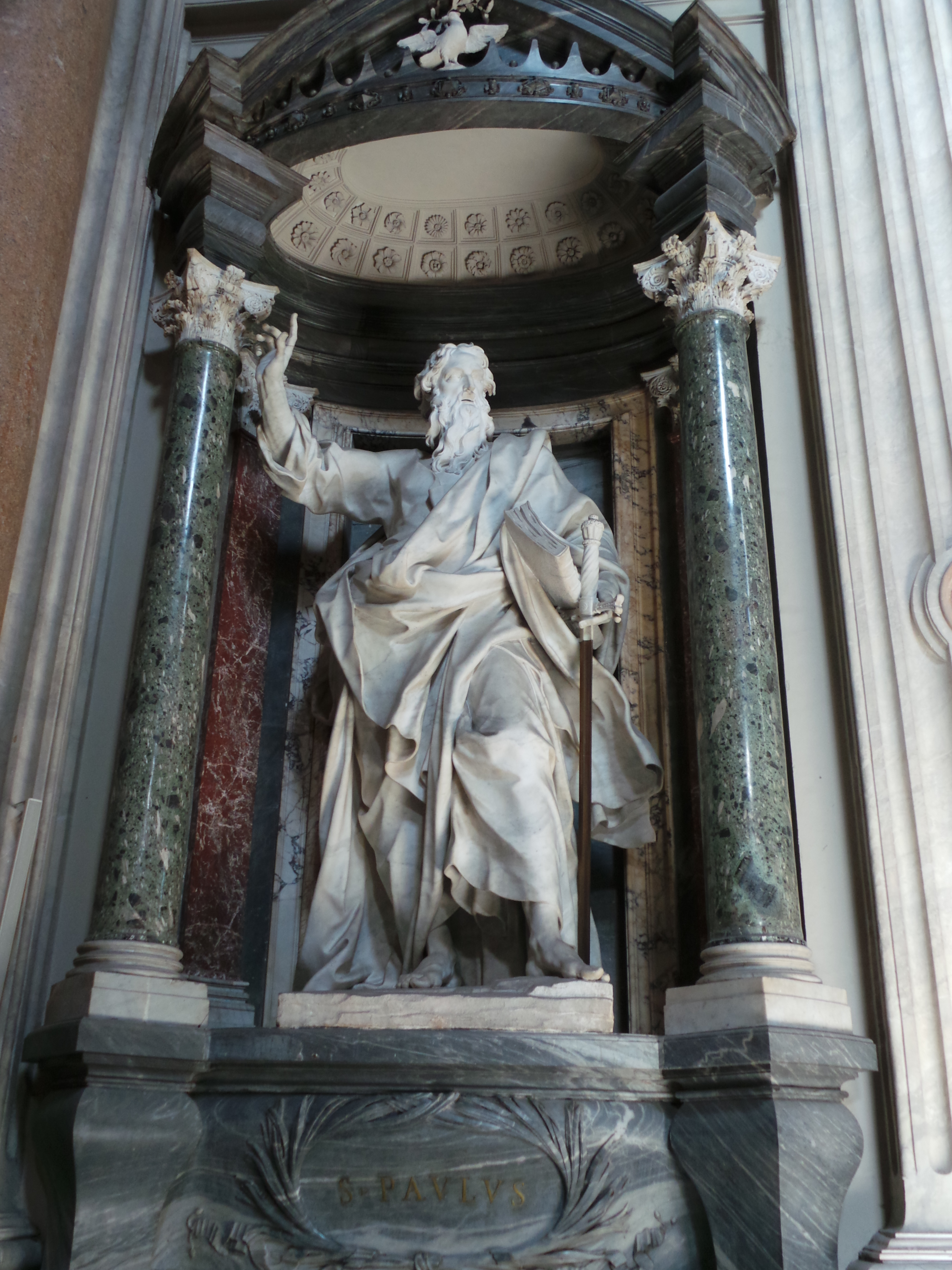
Hl. Paulus
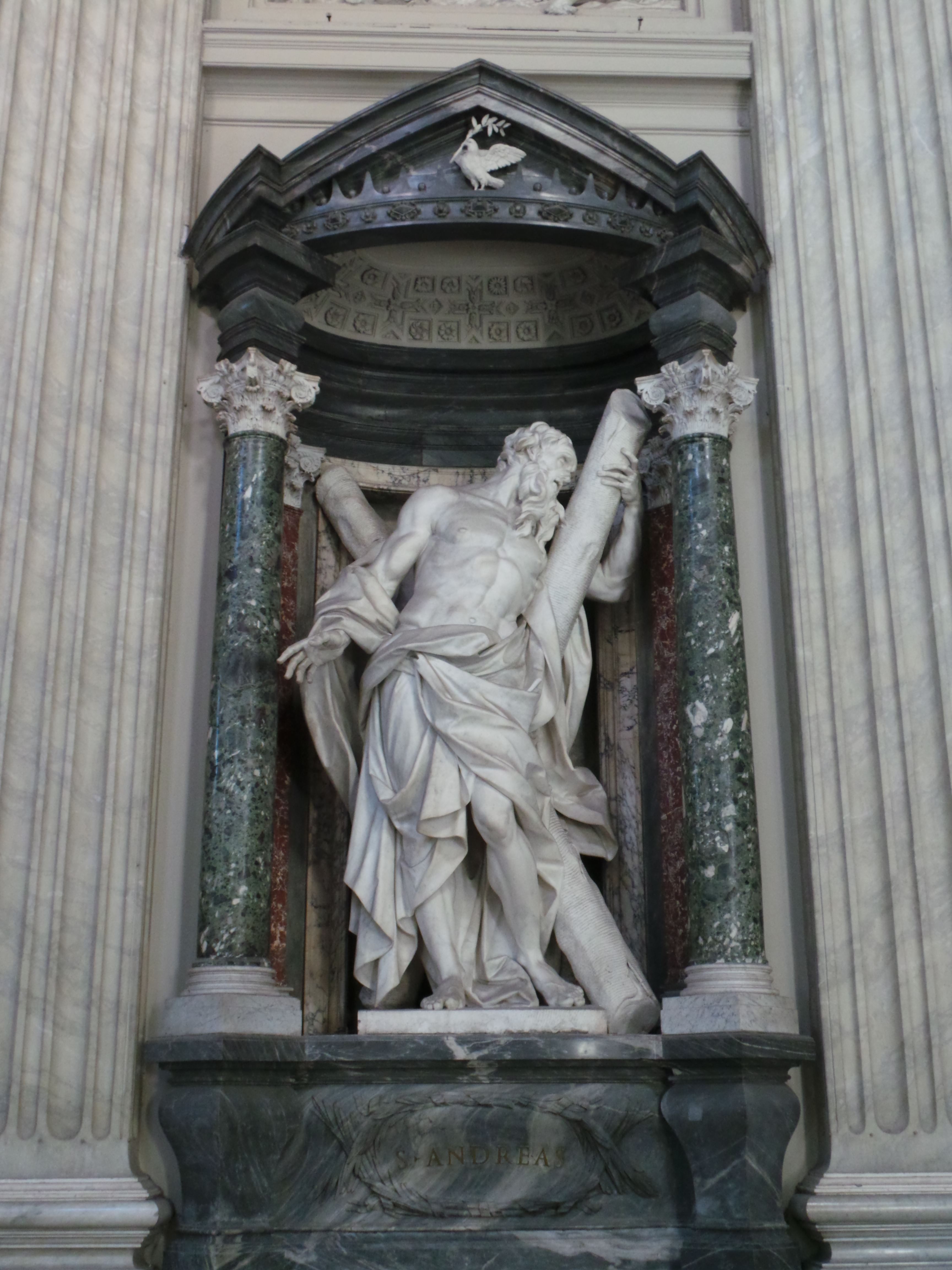
Hl. Andreas
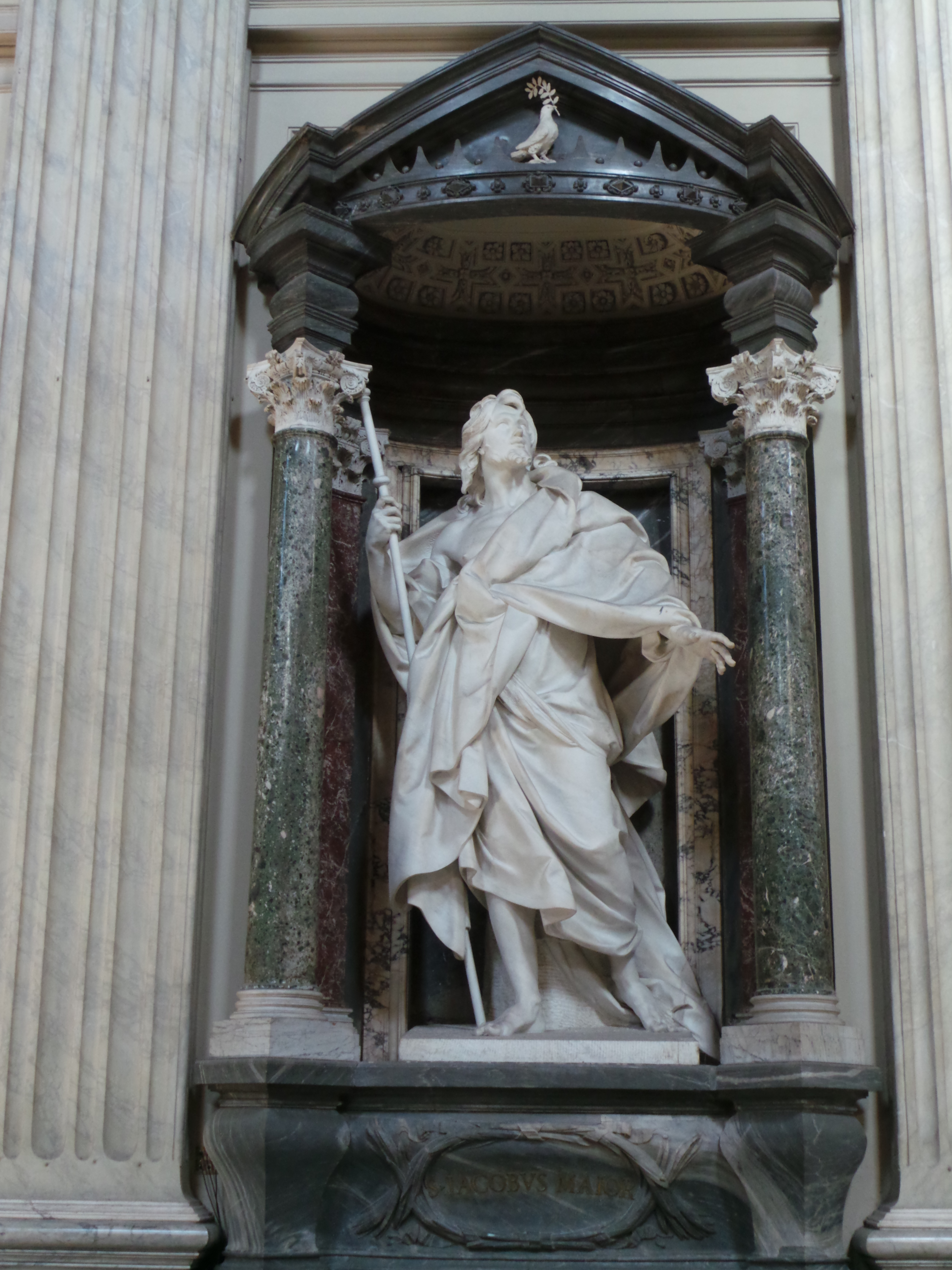
Hl. Jakobus der Ältere
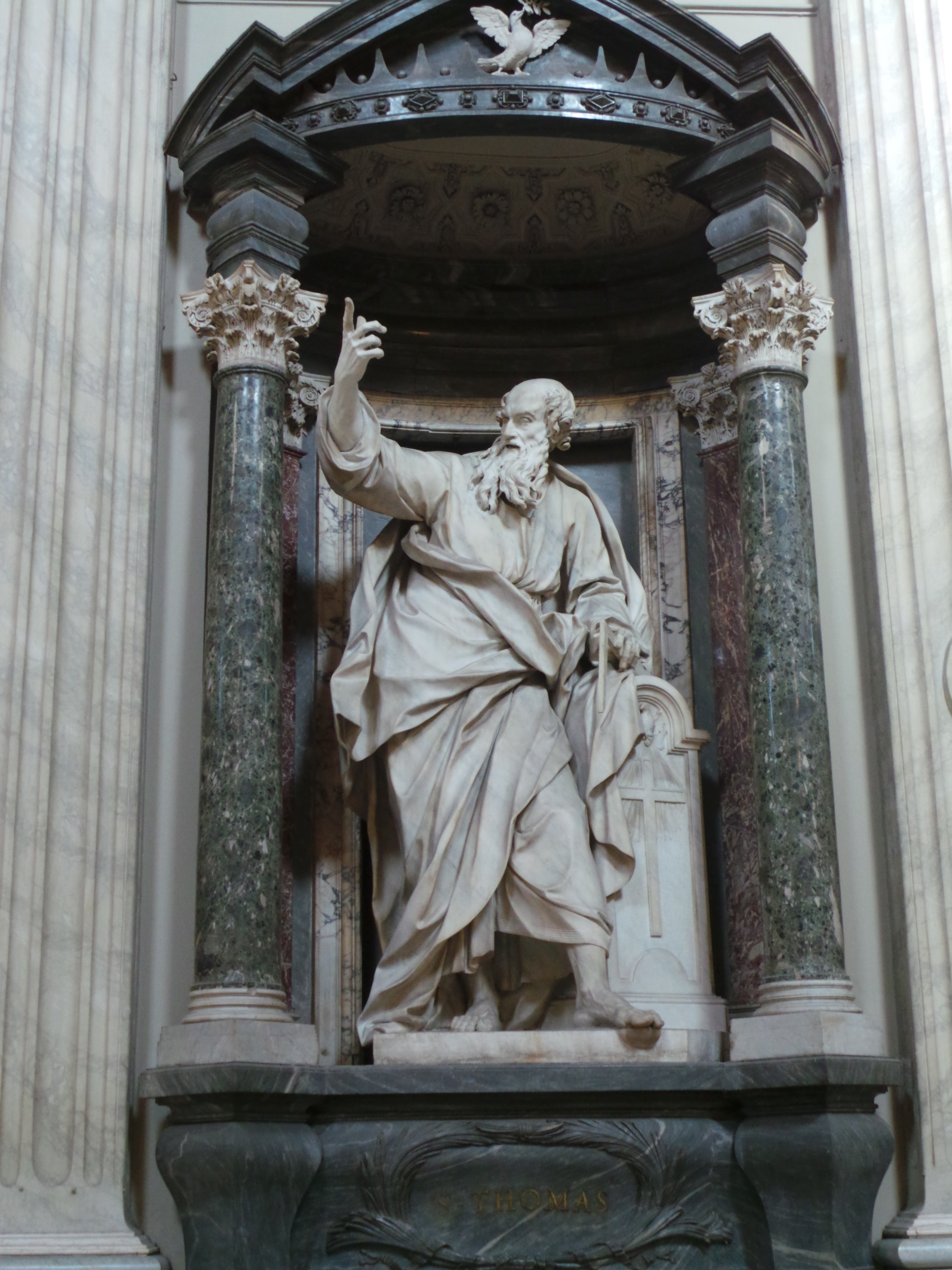
Hl. Thomas
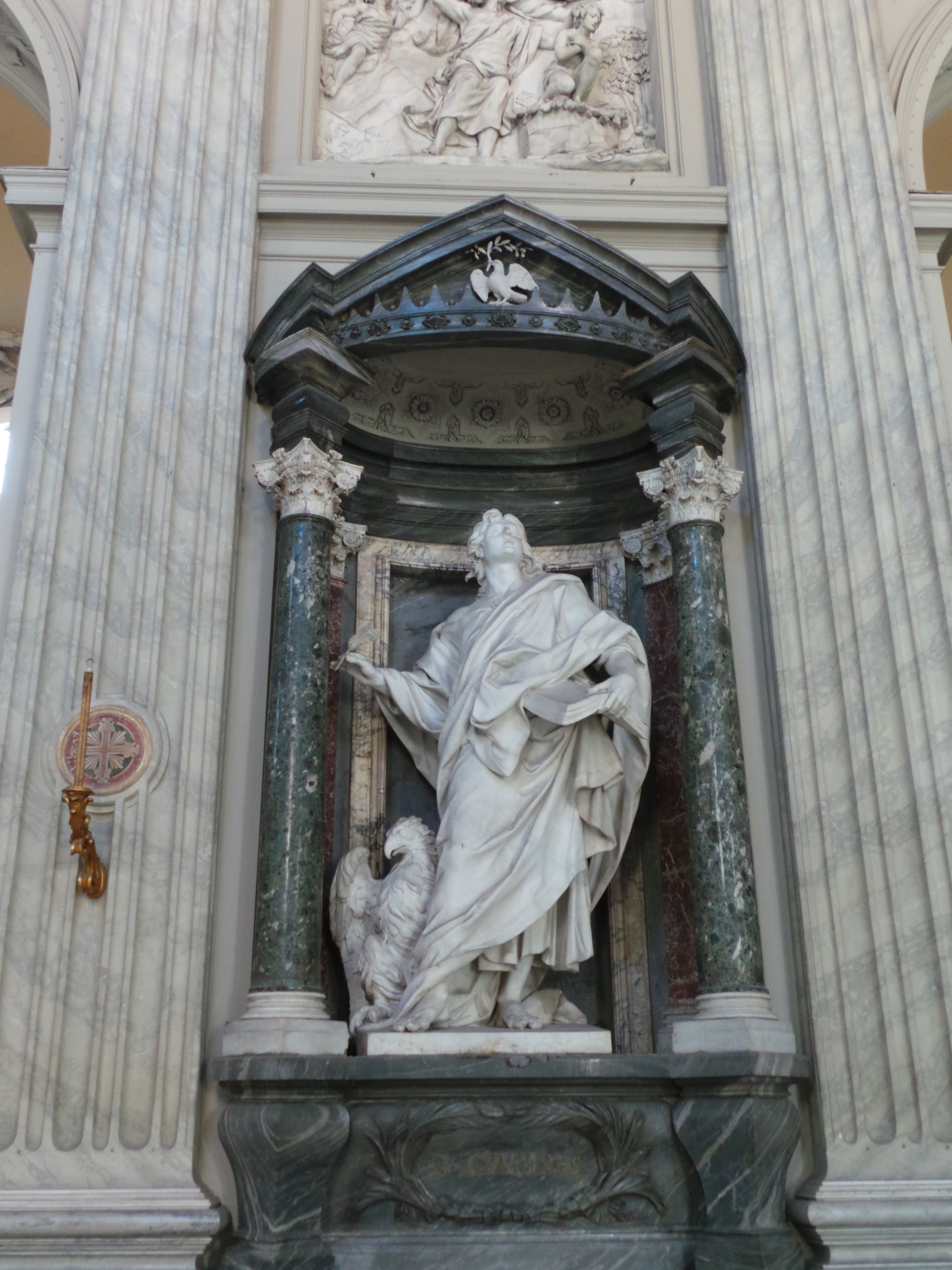
Hl. Johannes
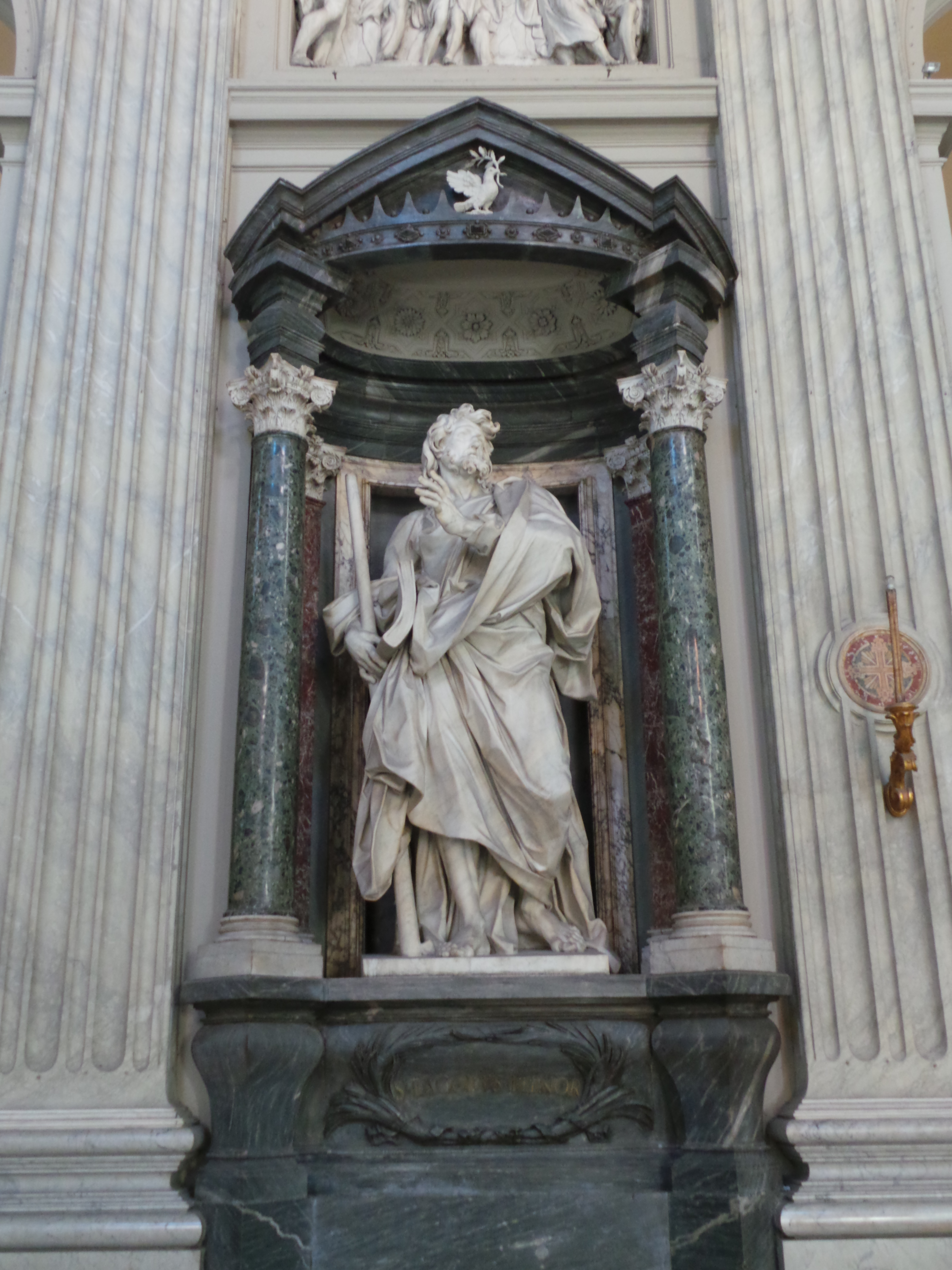
Hl. Jacobus der Jüngere
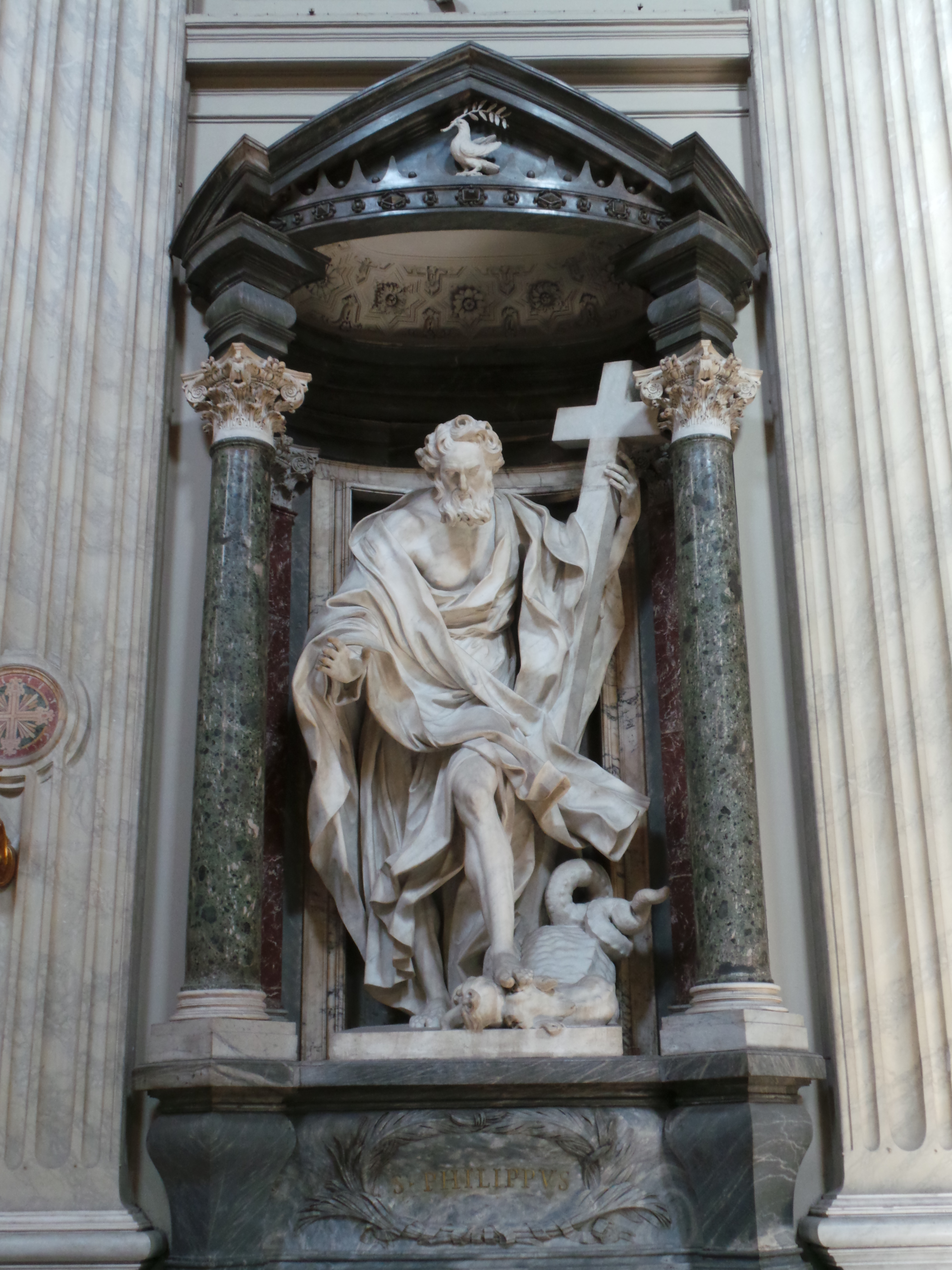
Hl. Philippus
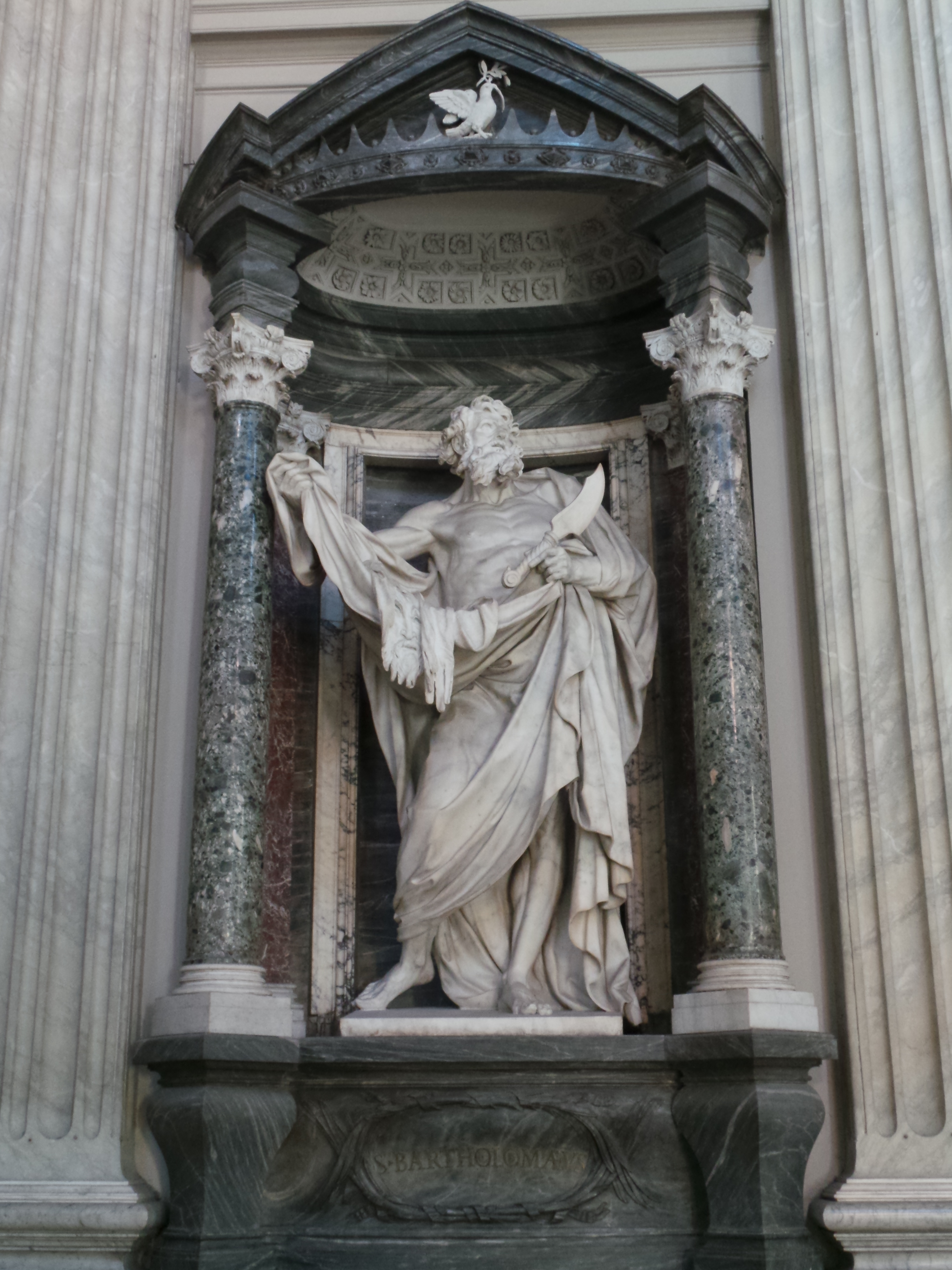
Hl. Bartholomäus
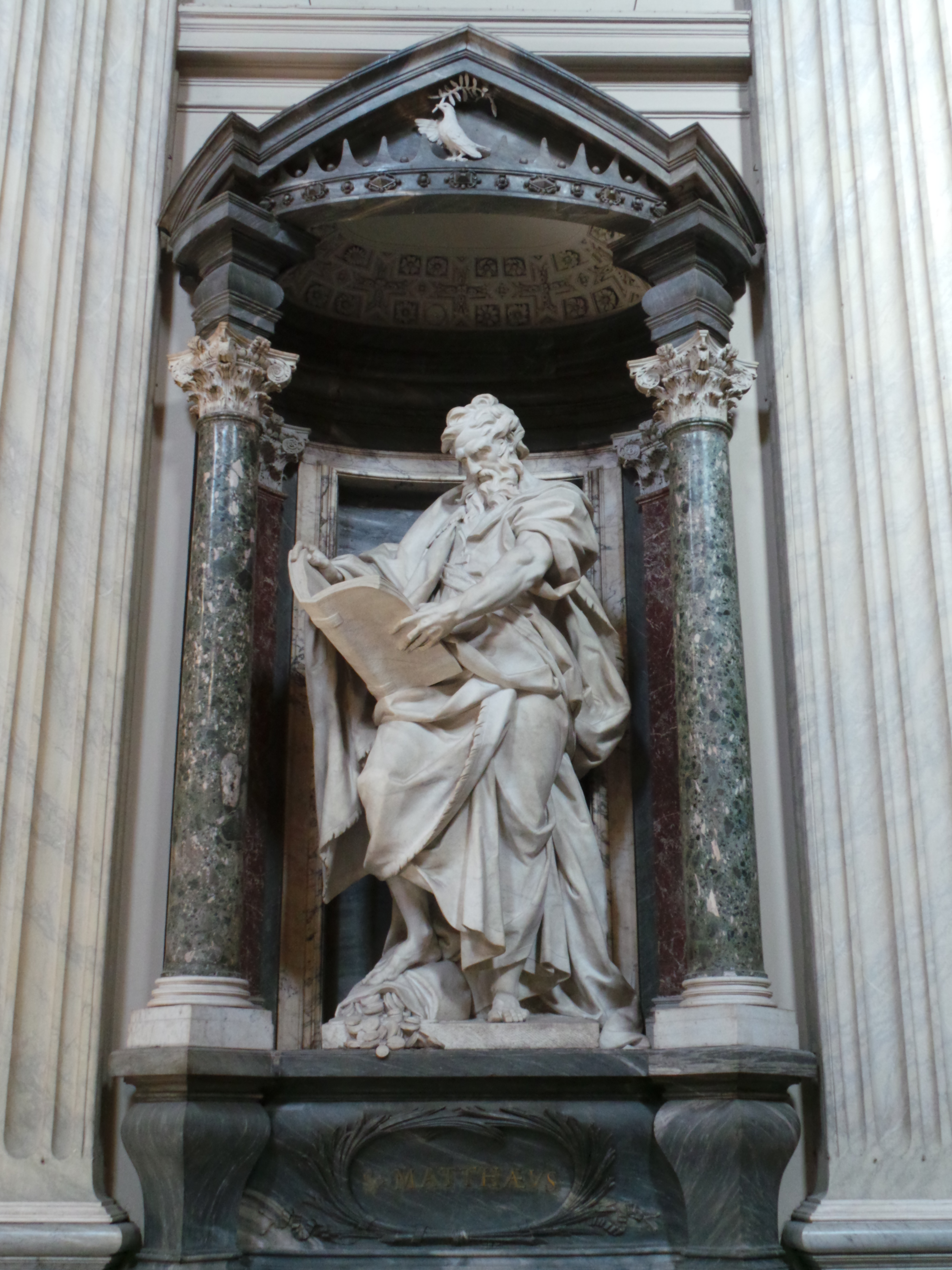
Hl. Matthäus
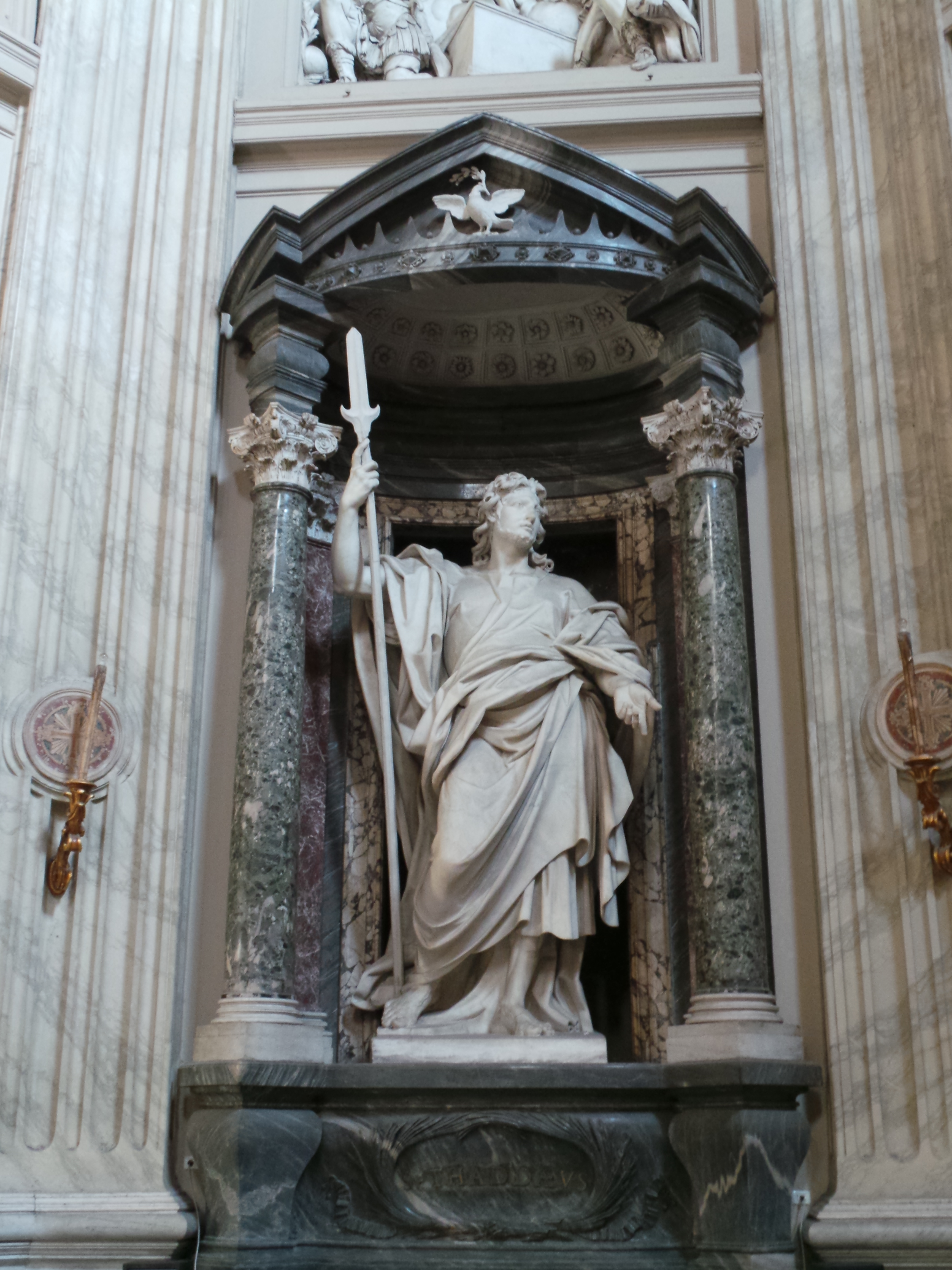
Hl. Thaddäus
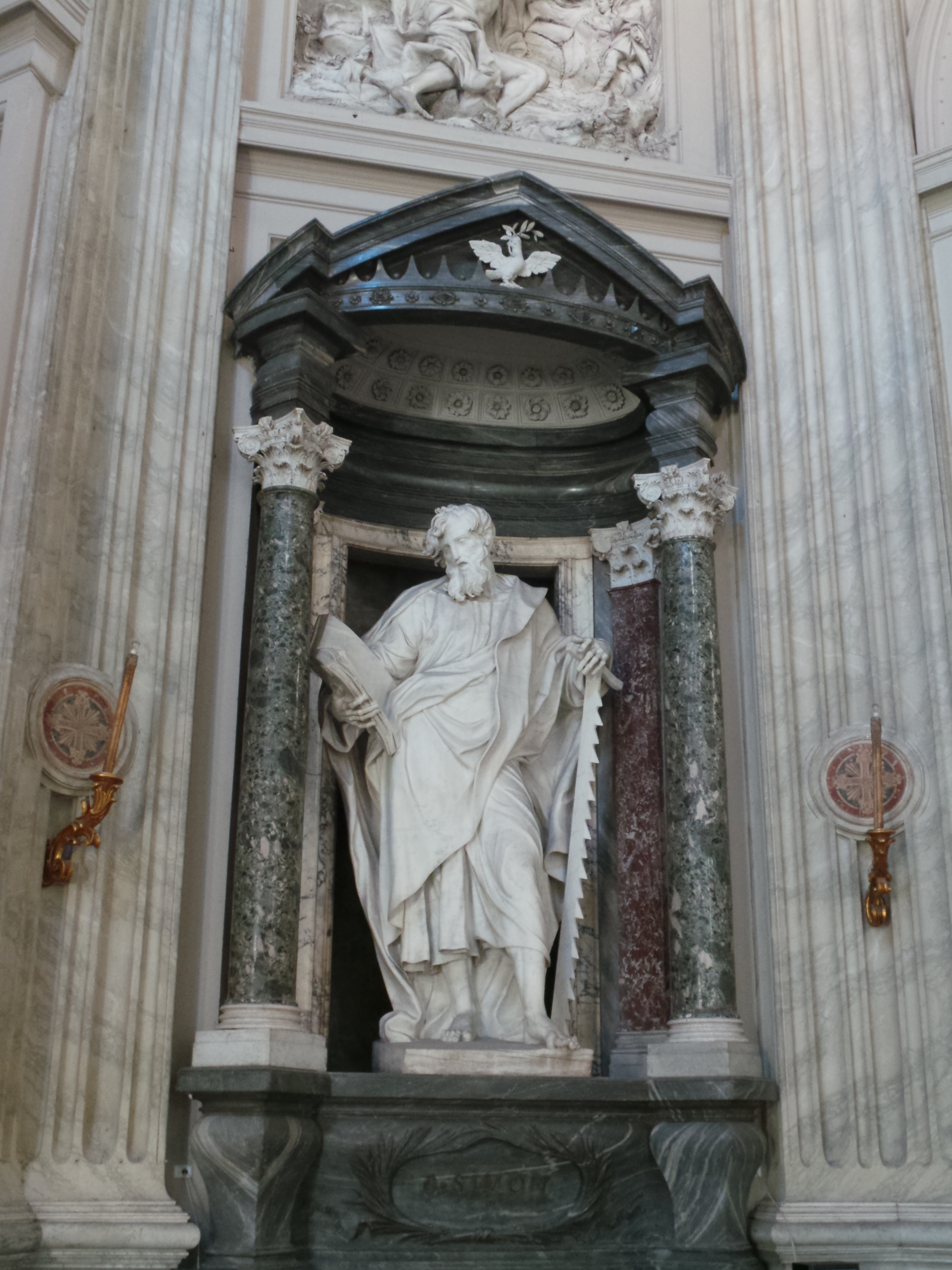
Hl. Simon

Die Hauptfassade war schmucklos und wurde deshalb für besondere Festlichkeiten mit einer ephemeren Schaustaffage verkleidet. In den 1730er Jahren wurde die Hauptfassade von Alessandro Galilei errichtet.

### Neuzeit
Noch bis zum 19. Jahrhundert wurden die Päpste im Lateran gekrönt.
Mitte und Ende des 19. Jahrhunderts fanden außerdem umfangreiche Umbauten und Restaurierungen statt, die erheblich in die bis dahin noch erhaltene mittelalterliche Bausubstanz des Chorraums mit seinen Mosaiken eingriffen.
1929 sicherten die Lateranverträge der Vatikanstadt die Staatlichkeit und u. a. dem Lateran und Castel Gandolfo den Status einer exterritorialen Besitzung des Heiligen Stuhls.

## Baubeschreibung

### Äußeres
Die von Domenico Fontana um 1586 errichtete Benediktionsloggia an der Nordfassade des Lateranpalastes ist eine eindrucksvolle Doppelarkade mit hohem Bogen von großer Spannweite.
Die monumentale Hauptfassade von Alessandro Galilei wird von bis zu sieben Meter hohen Kolossalfiguren bekrönt. In der Mitte ist Jesus zu sehen, links steht Johannes der Täufer, rechts der Evangelist Johannes, daneben sind Statuen der bedeutendsten Kirchenlehrer angebracht.
Die Türen des Hauptportals stammen von der antiken Kurie auf dem Forum Romanum; sie demonstrieren als Spolien Übergang und Kontinuität der Herrschaft in Rom im Papsttum.

### Hauptschiff

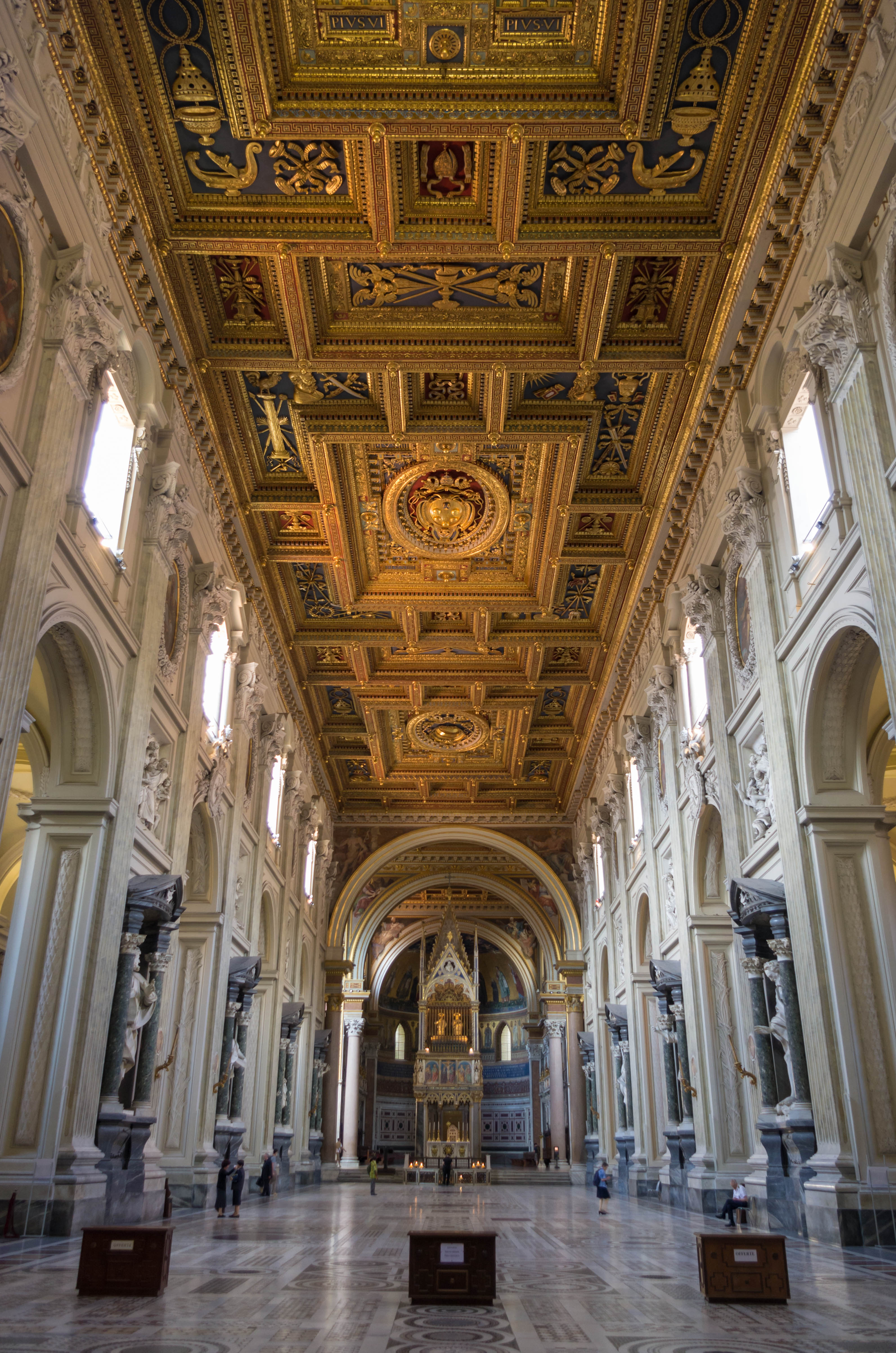
Innenansicht der Basilika

Die fünfschiffige Säulenbasilika geht in ihrem Kern noch auf Konstantin im 4. Jahrhundert zurück. Die Kirche wurde jedoch wie erwähnt im Laufe der Jahrhunderte mehrfach umgebaut und renoviert und spiegelt in ihrer heutigen Form besonders die Überarbeitungen des 16. und 17. Jahrhunderts; der Chorraum mit Apsis und Mosaiken stammt aus dem späten 19. Jahrhundert.
Das Hauptschiff ist Ergebnis der Barockisierung durch Borromini. Es wird durch kannelierte Pilaster von Kompositordnung und je fünf große Arkaden gegliedert. Über den Arkaden öffnen sich rechteckige Fenster. Die breiten Wandpfeiler zwischen den Bögen sind im unteren Bereich mit den monumentalen Figuren der Apostel geschmückt; diese wurden von barocken Bildhauern wie Camillo Rusconi (1658–1728), Pierre Legros (1666–1719) und Pierre Monnot (1657–1733) geschaffen. Darüber im mittleren Wandbereich Reliefs von Alessandro Algardi (1595–1654) und seinen Schülern, und ganz oben zwischen den Fenstern ovale, stuckgerahmte Fresken mit Darstellungen von alttestamentlichen Propheten. Sie stammen von einigen der bekanntesten Maler des italienischen Hoch- und Spätbarock, darunter Sebastiano Conca, Pier Leone Ghezzi, Luigi Garzi, Francesco Trevisani, Giuseppe Chiari, Giuseppe Nasini und Marco Benefial.

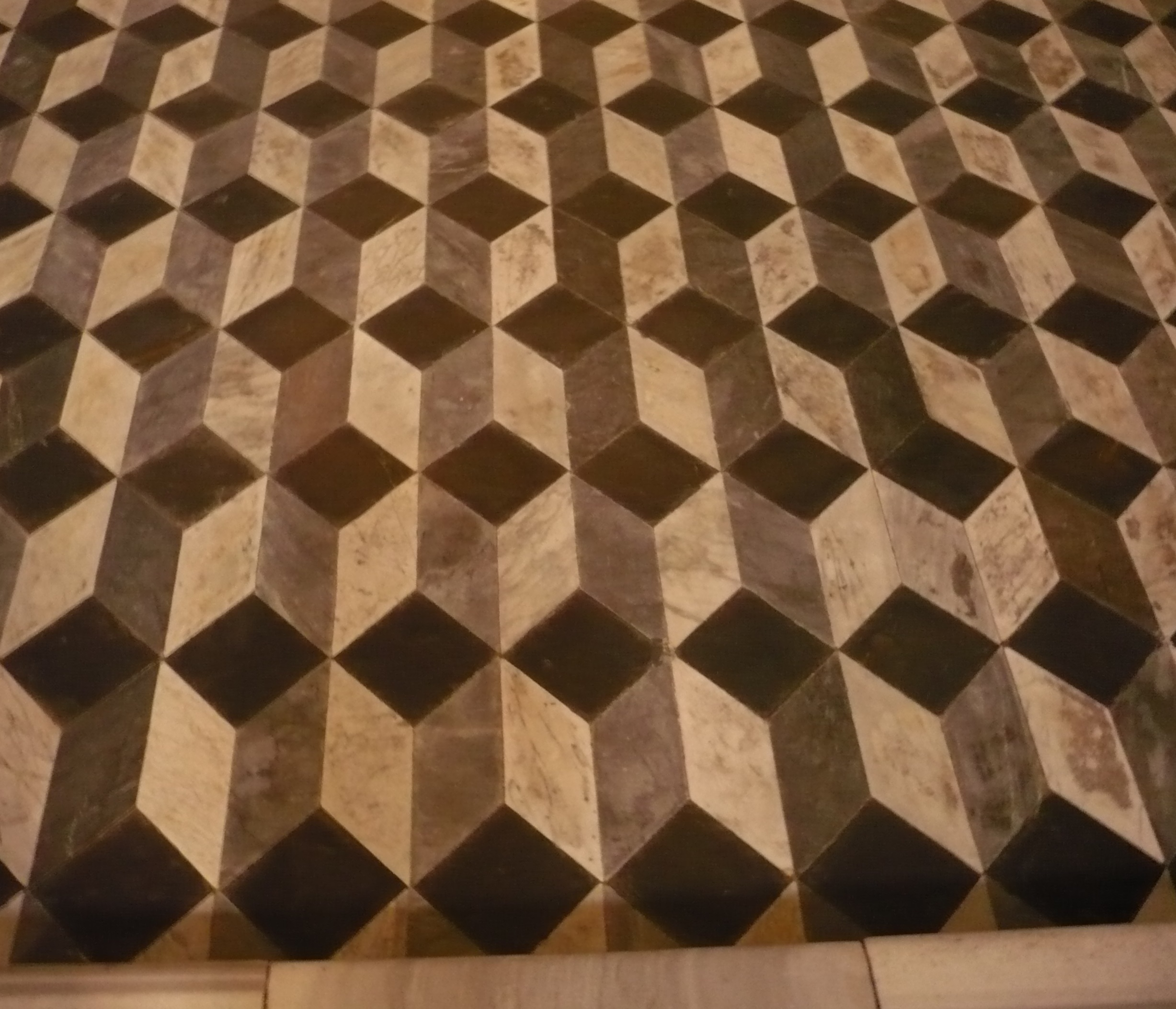
Fußboden in einem Seitenschiff der Lateranbasilika

Aus der Zeit vor Borromini stammt die prächtige manieristische Kassettendecke, die in den 1560er Jahren entstand und Ende des 18. Jahrhunderts unter Pius VI. restauriert wurde. Der Fußboden des Hauptschiffs im Cosmatenstil geht ursprünglich zurück auf das Pontifikat von Martin V. (1417–31) und wurde später u. a. durch Borromini restauriert, wogegen er für die Seitenschiffe einen neuen Fußboden mit optischen Täuschungen schuf.
Auf der Rückseite des ersten Pfeilers rechts befindet sich das Fragment eines Freskos, das Giotto zugeschrieben wird und Papst Bonifatius VIII. bei der Verkündung des Heiligen Jahres 1300 zeigt. Eine Kopie des vollständigen Freskos ist in der Biblioteca Ambrosiana erhalten.

### Chor und Apsis
Der im Mittelalter erweiterte Chorraum mit den 1288 bis 1292 von Jacopo Torriti und Jacopo da Camerino im Auftrag Nikolaus’ IV. geschaffenen Mosaiken, wurde 1884 unter Papst Leo XIII. komplett abgerissen und durch Virginio Vespignani (1808–1882) als historistische Rekonstruktion wiederaufgebaut. Die aktuellen Mosaiken sind zwar in Anlehnung an Torritis Originale entstanden, aber ein eher mittelmäßiges und etwas starres Werk des späten 19. Jahrhunderts, das an die Vielschichtigkeit mittelalterlicher Mosaikkunst nicht heranreicht. Neben den monumentalen Figuren der Jungfrau Maria und Johannes des Täufers sowie der Apostel Petrus, Paulus, Johannes und Andreas wurden in kleinerem Format auch die Figuren der hll. Franz von Assisi und Antonius von Padua und des ursprünglichen Auftraggebers Nikolaus IV. (kniend) eingefügt, weil dieser dem Franziskanerorden angehörte.
Ebenfalls in der Apsis befindet sich die päpstliche Kathedra, sie ist mit Mosaiken im Cosmatenstil verziert. An der Seitenwand sieht man ein Fresko aus dem 19. Jahrhundert von Francesco Grandi.

### Das Ziborium

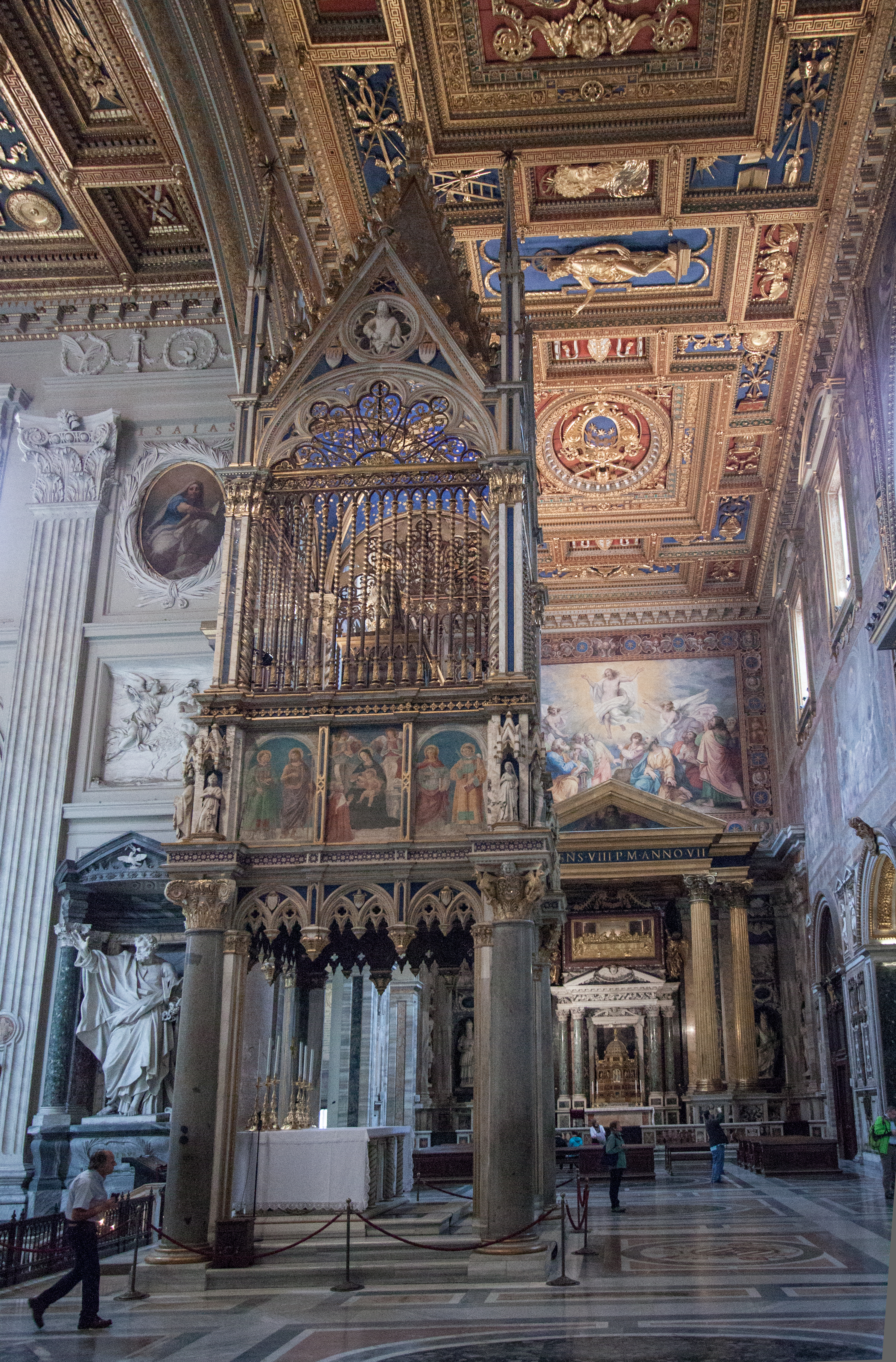
Querschiff mit Ziborium und Papstaltar, im Hintergrund der Sakramentsaltar und Cavalier d’Arpinos Fresko Himmelfahrt Christi (1600)

Über dem Hauptaltar erhebt sich ein gotisches Ziborium, das 1851 unter Pius IX. restauriert wurde. Es enthält die Reliquien der Häupter der hll. Petrus und Paulus. Diese wurden von Urban V. (1362–1370) aus ihrer ursprünglichen Ruhestätte, der Sancta Sanctorum entfernt und in das neuerrichtete Ziborium versetzt. Das Ziborium wurde 1367–68 von Giovanni di Stefano geschaffen und von Barna da Siena mit zwölf Bildern bemalt, auf jeder Seite jeweils drei. Die Bilder wurden später von Antoniazzo Romano erneuert: Auf der Seite des Hauptschiffs sieht man die Kreuzigung, umgeben von den hll. Jakob, Paul, Peter und Andreas, auf der gegenüberliegenden Seite Richtung Apsis ist die Verkündigung und die Krönung Mariens und die heilige Katharina zu sehen. Die Fresken in Richtung des nördlichen Querschiffs zeigen ein Marienbildnis und die hll. Laurentius, Johannes der Täufer, Stephanus und Johannes Evangelista, in Richtung des südlichen Querschiffs steht Jesus Christus als Guter Hirte in der Mitte, umgeben von den hll. Gregor, Augustinus, Hieronymus und Ambrosius.

### Die Querhausfresken
Das gesamte Transept wurde zwischen 1597 und 1601 unter der Leitung von Cavalier d’Arpino mit einem großen Freskenzyklus geschmückt, der stilistisch im Übergang vom späten Manierismus zum Barock liegt. Außer Cavalier d’Arpino waren daran beteiligt: sein Bruder Bernardino Cesari, Cristoforo Roncalli (il Pomarancio), Cesare Nebbia, Orazio Gentileschi, Giovanni Baglione, Giovan Battista Ricci und Paris Nogari. Dargestellt sind an den Seitenwänden der Querschiffe Szenen aus dem Leben Konstantin des Großen und aus der Gründungsgeschichte der Basilika und Figuren von Kirchenvätern und Aposteln. Das wohl bedeutendste dieser Fresken ist im linken Querschiff über dem Sakramentsaltar (genau gegenüber der Orgel) Cavalier d’Arpinos riesige und strahlende Himmelfahrt Christi (auch Transfiguration), für die der Maler mit dem Christusorden geehrt wurde. Berühmt ist auch Pomarancios Taufe Konstantins im rechten Querschiff.

### Grabmäler
In der Kirche befinden sich zahlreiche Papstgrabmäler, in der Confessio ruht Papst Martin V. Durch diese Grablege demonstriert der erste unumstrittene Papst nach dem Großen Abendländischen Schisma die Kontinuität des Papsttums in seiner römischen Bischofskirche; zu seiner Zeit war die eigentliche Grablege der Päpste die vatikanische Basilika. Auch andere fanden in der Basilika ihre letzte Ruhestätte, wie Clemens XII., aus dessen Zeit die Fassade der Kirche stammt, außerdem: Sergius III., Silvester II., Sergius IV., Alexander III., Clemens XII., Leo XIII. Die Gräber zahlreicher anderer Päpste sind verlorengegangen.

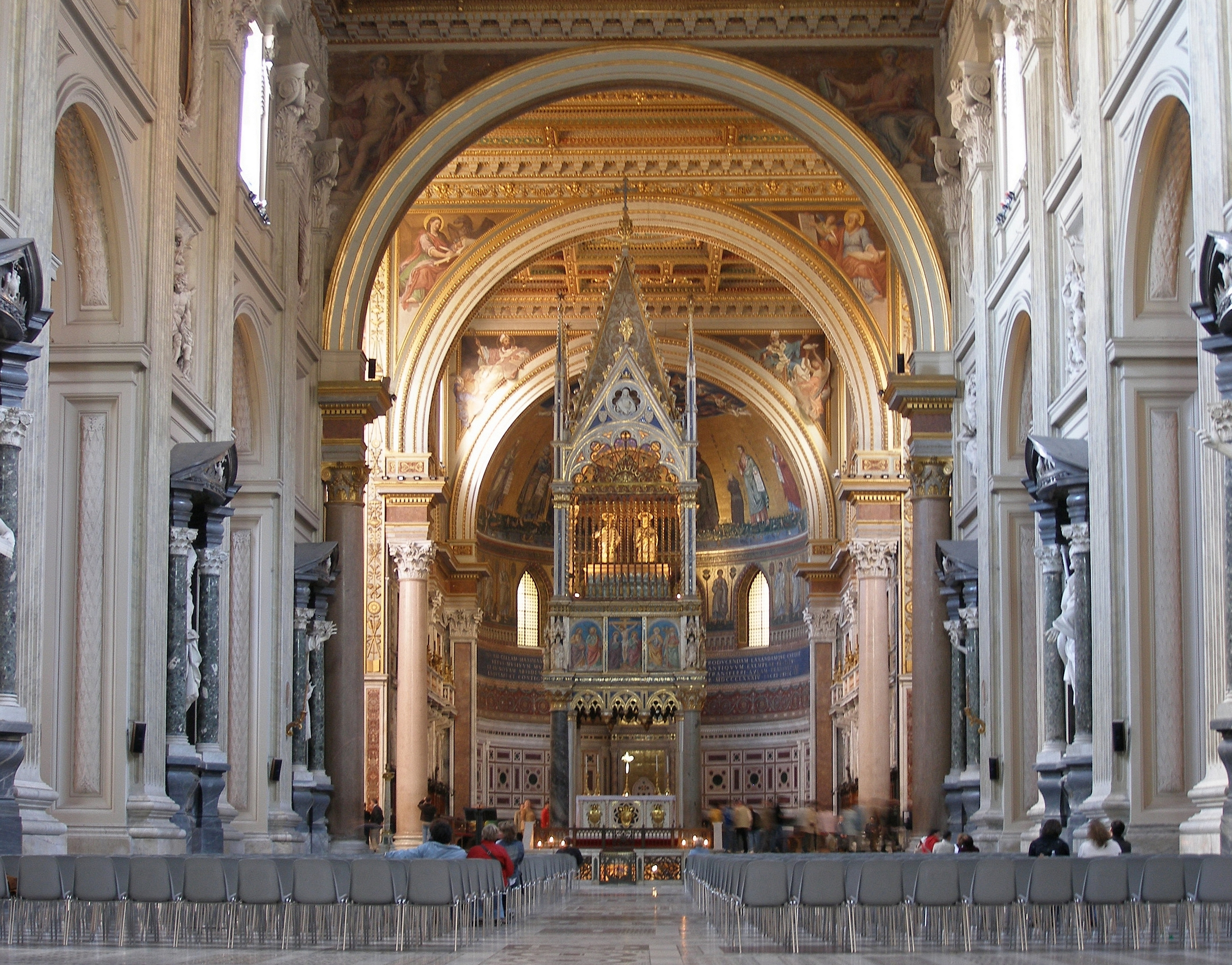
Blick auf den Papstaltar, darüber das Ziborium mit den Apostelhäuptern
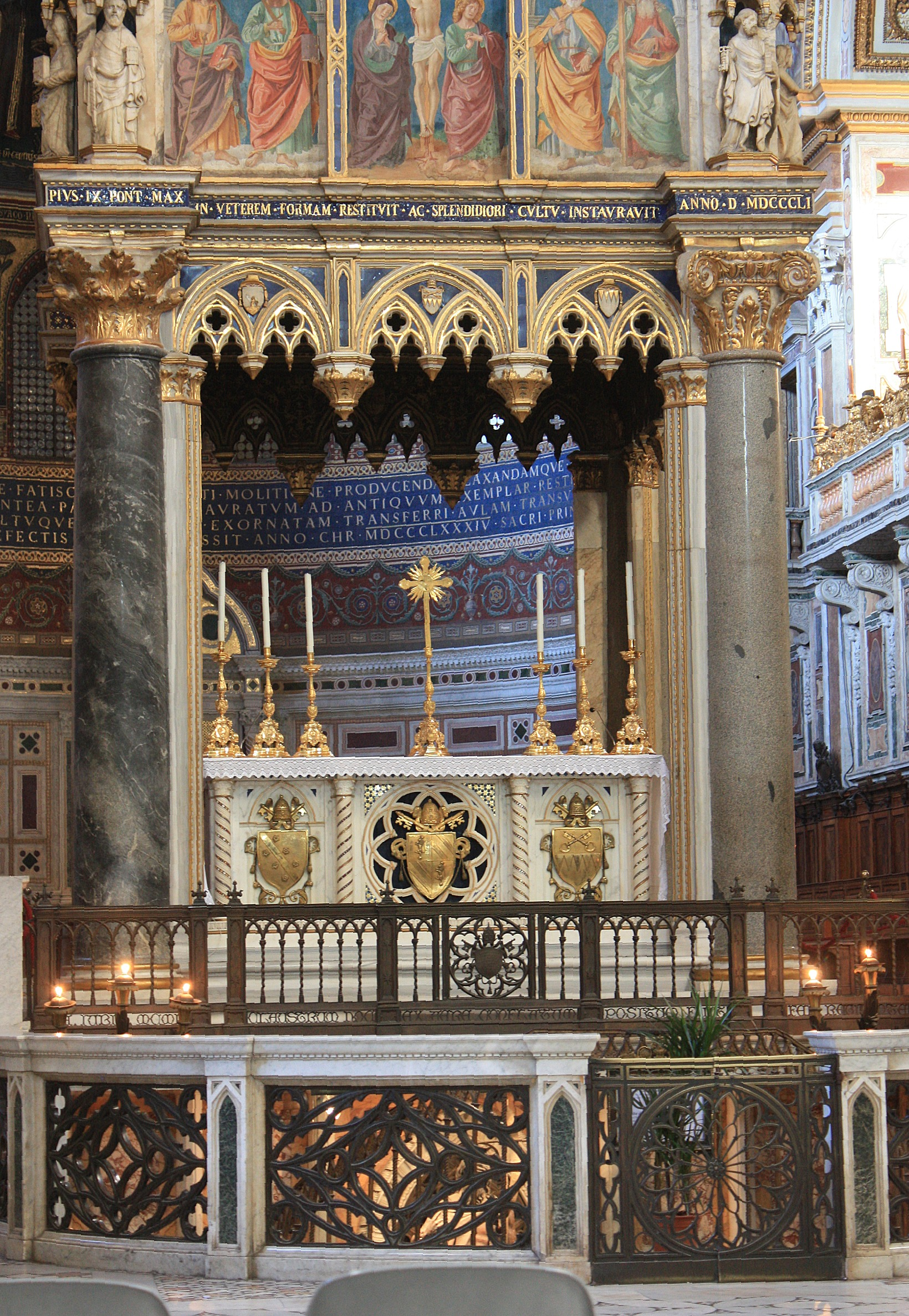
Papstaltar
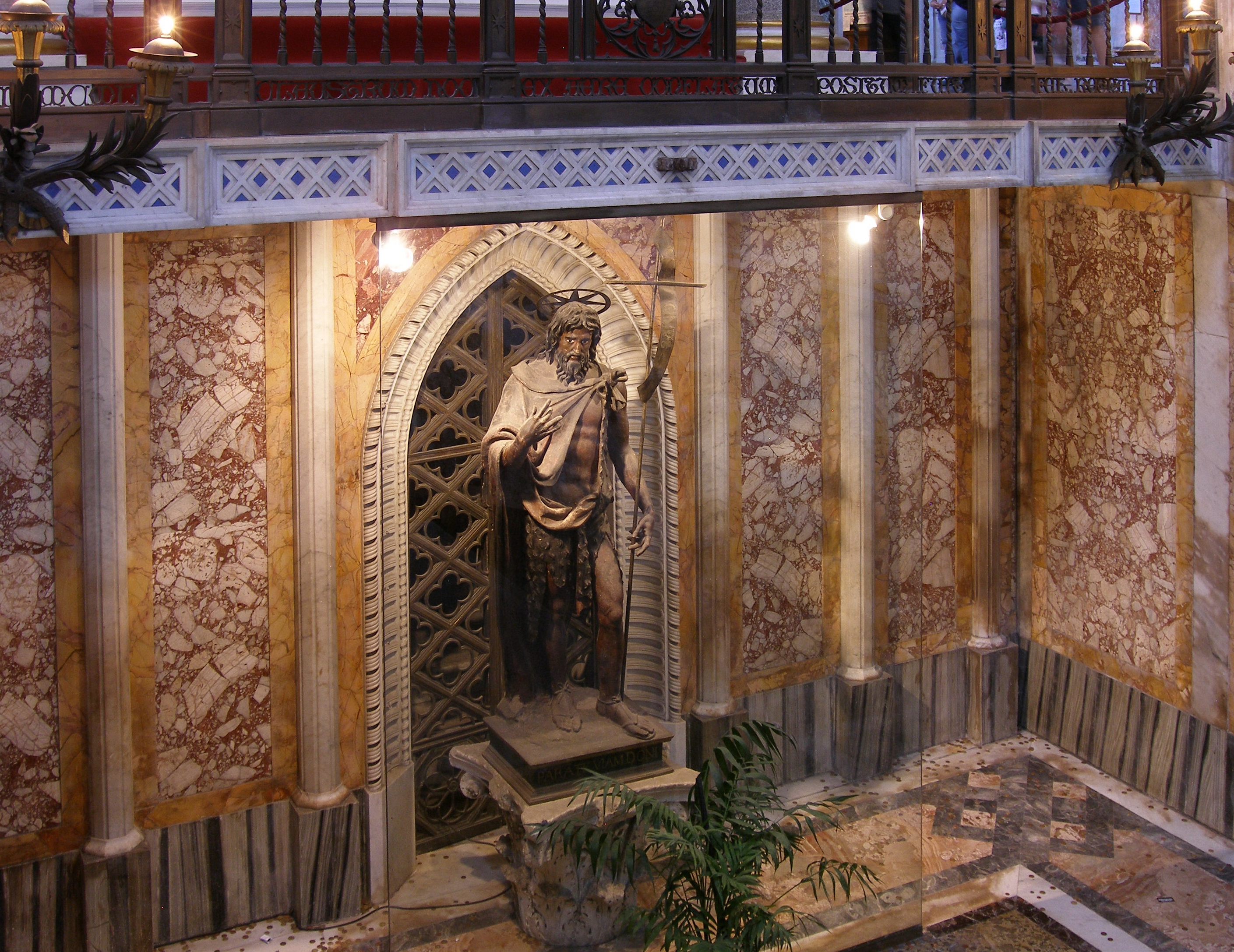
Statue Johannes’ des Täufers unter dem Papstaltar
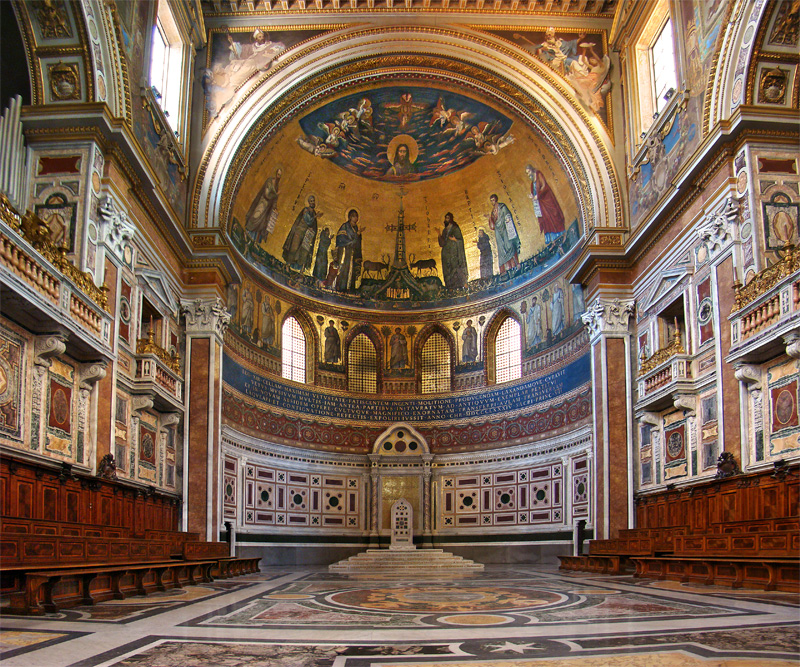
Die Apsis mit der Kathedra des Papstes als Bischof von Rom
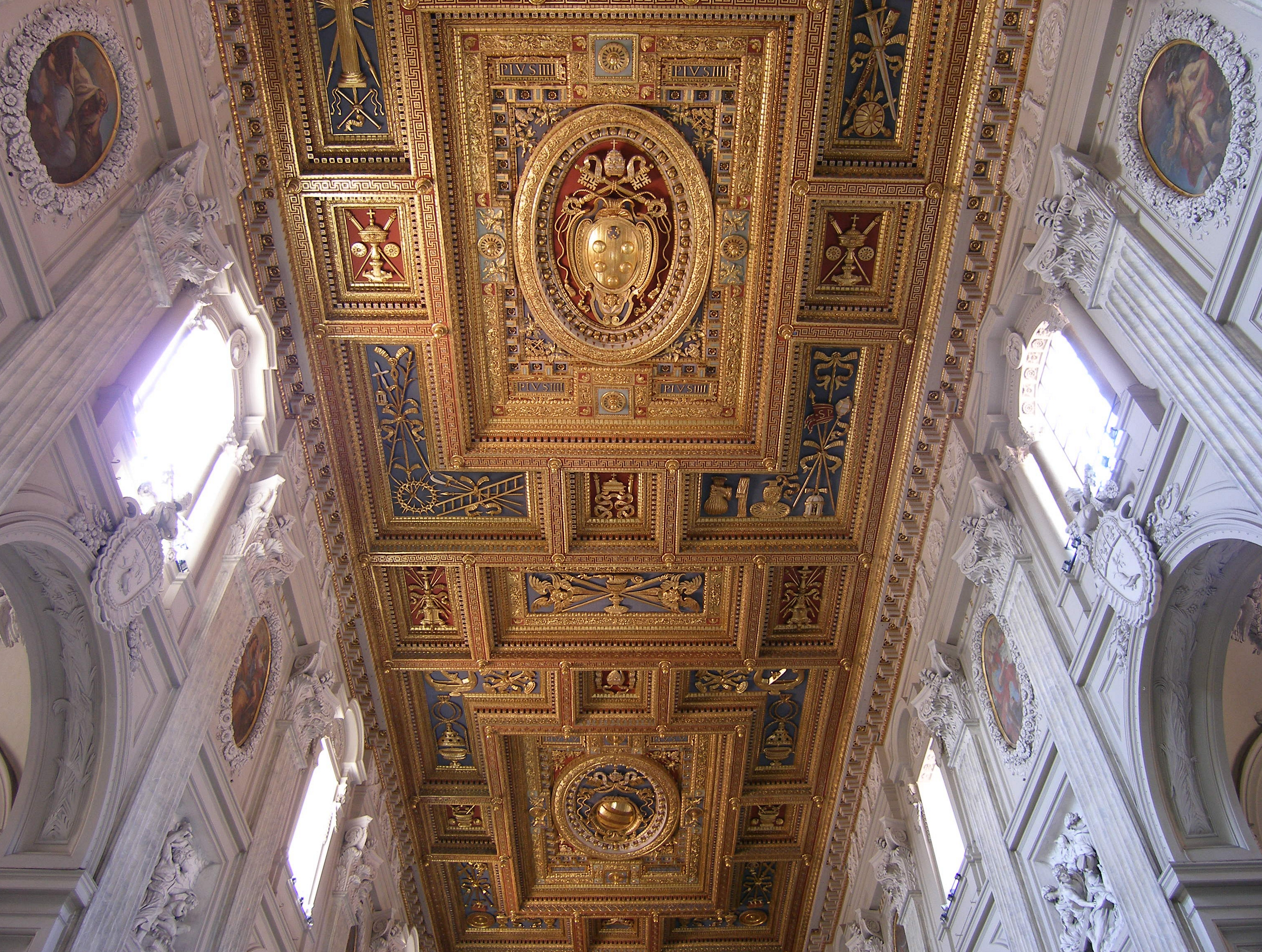
Die Decke der Basilika
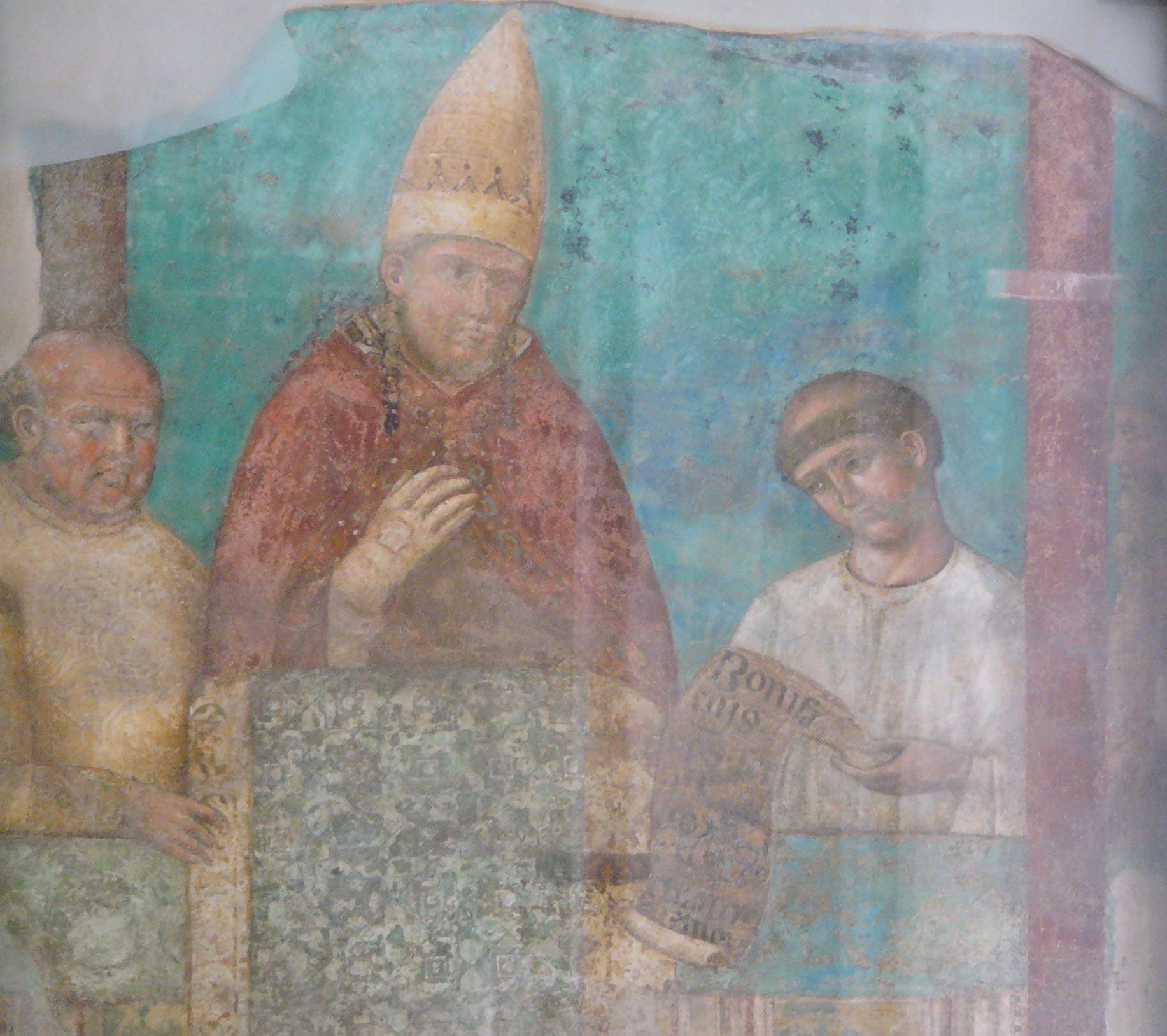
Verkündung des ersten Heiligen Jahres durch Bonifatius VIII. im Jahr 1300 (Freskofragment von Giotto)
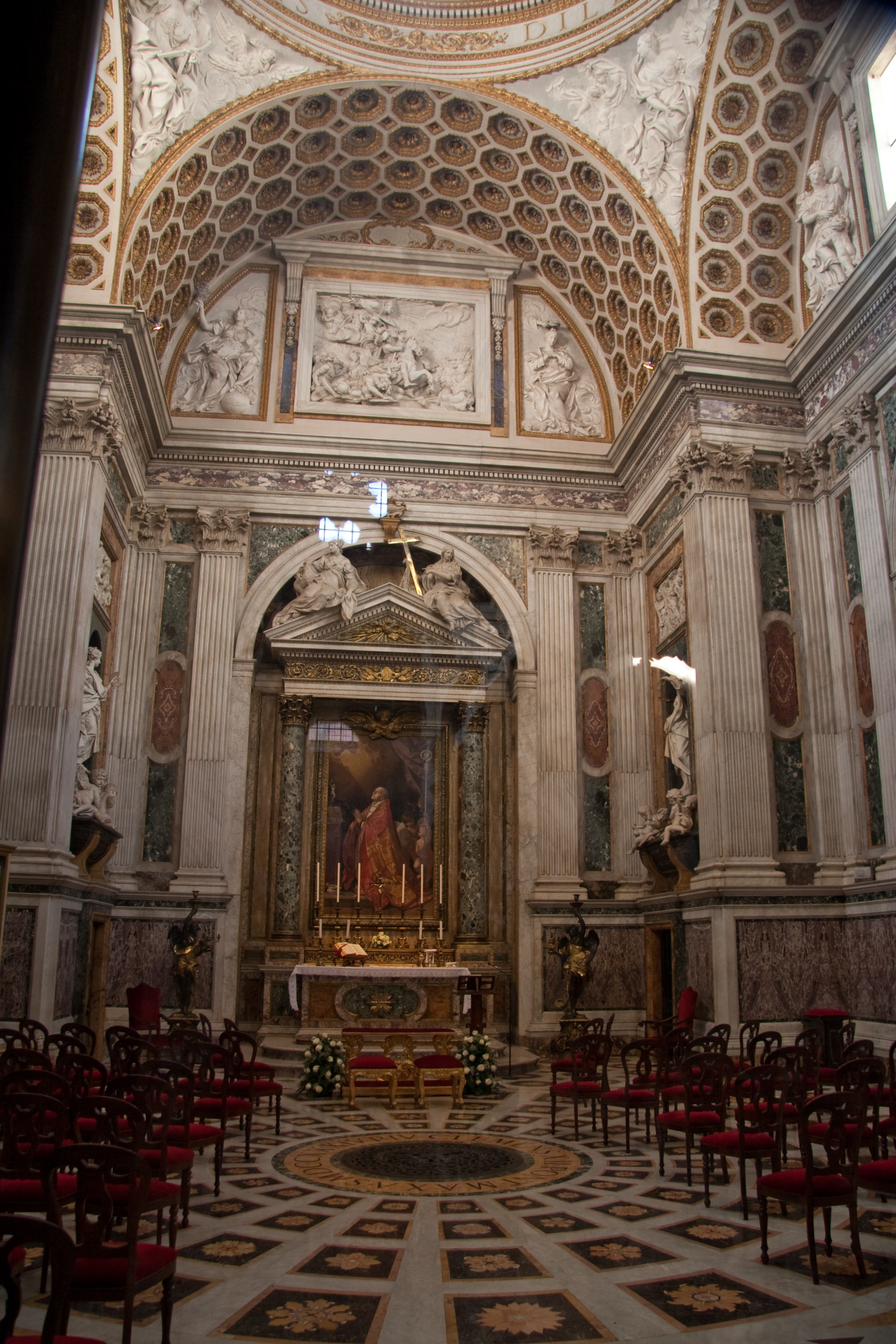
Cappella Corsini
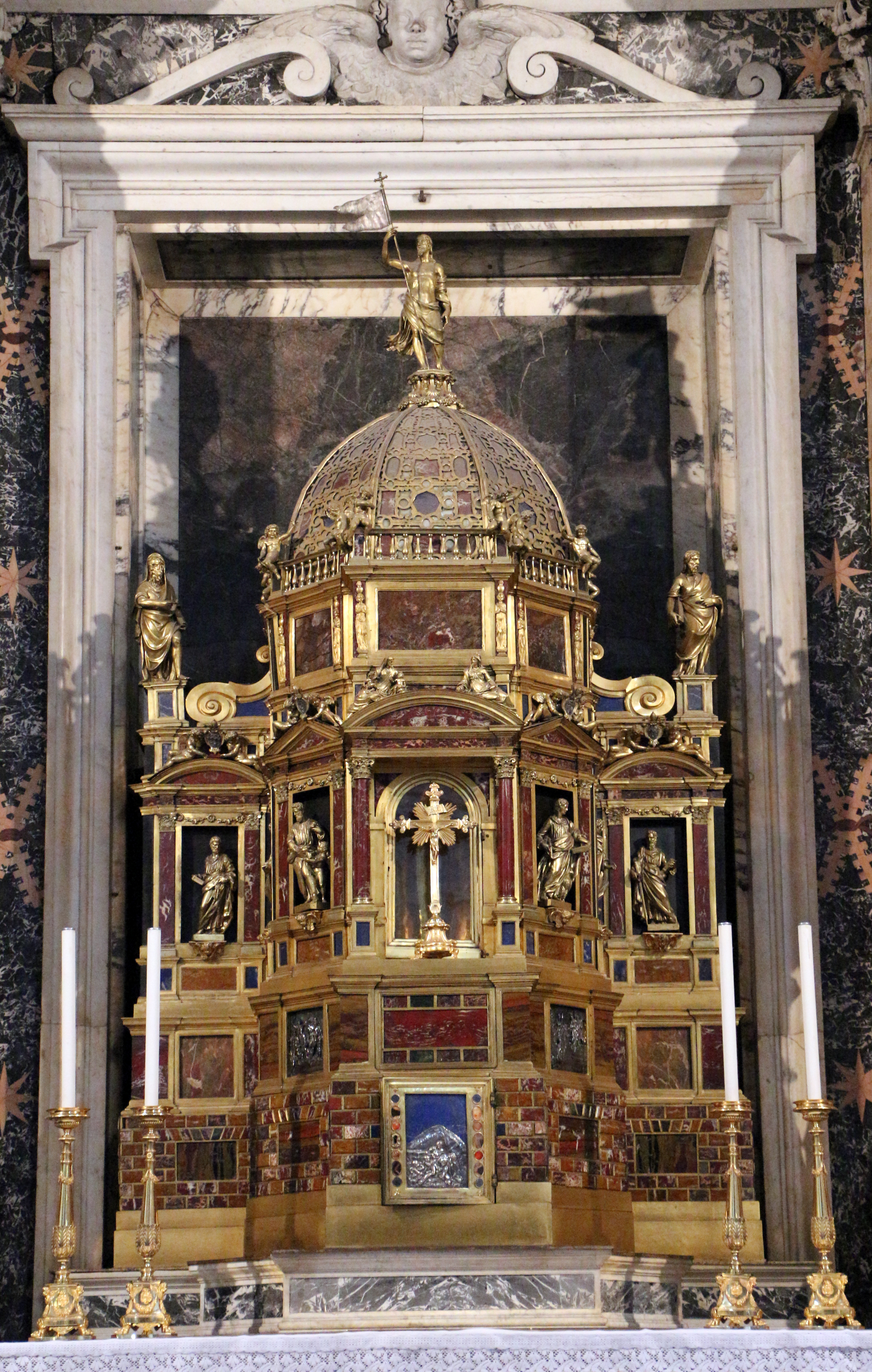
Der Sakramentsaltar von Pietro Paolo Olivieri (um 1600) mit dem Tabernakel von Pompeo Targone
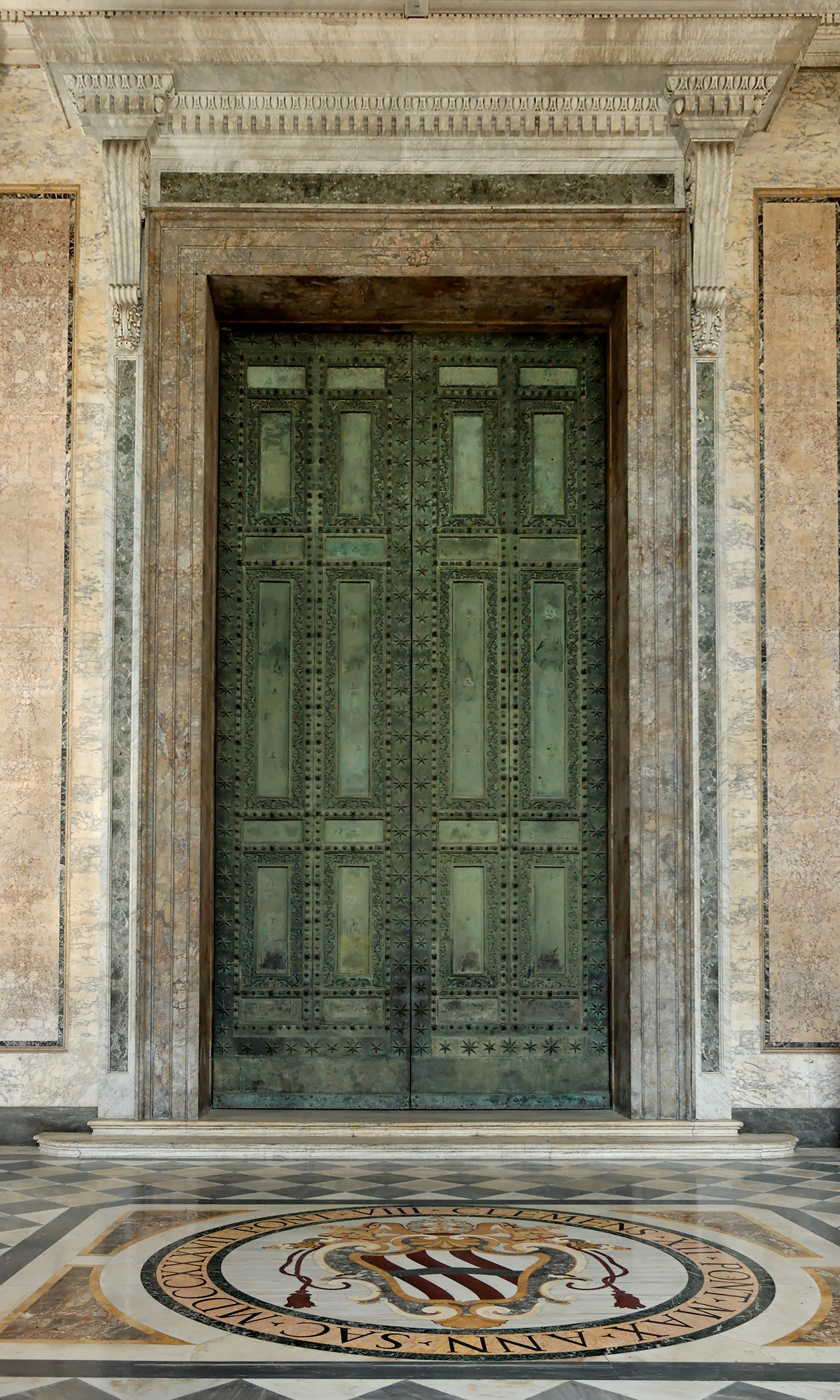
Bronzeportal (aus der Curia Iulia)
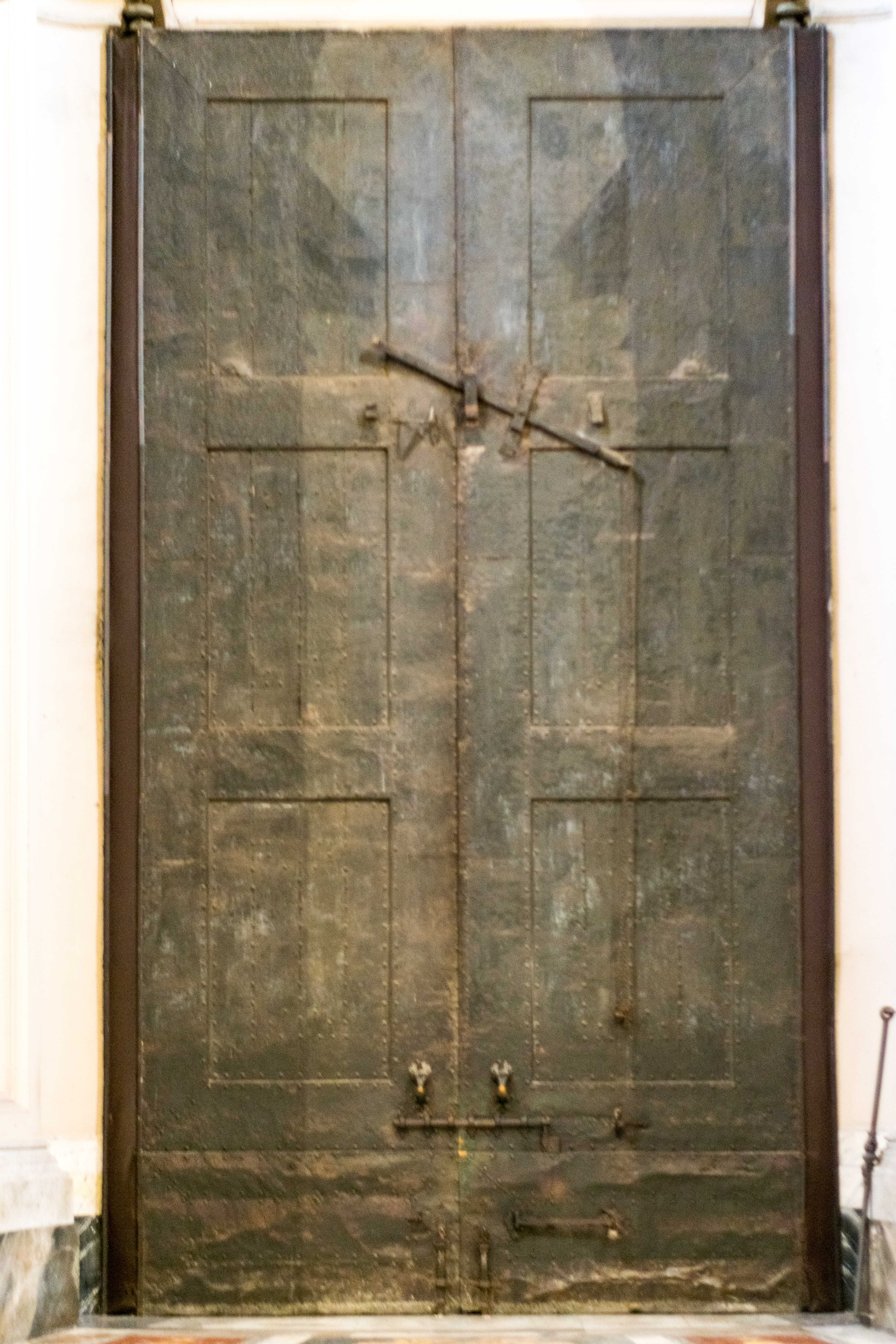
Bronzeportal aus der Curia Iulia (Innenansicht)

## Orgeln

### Die Hauptorgel

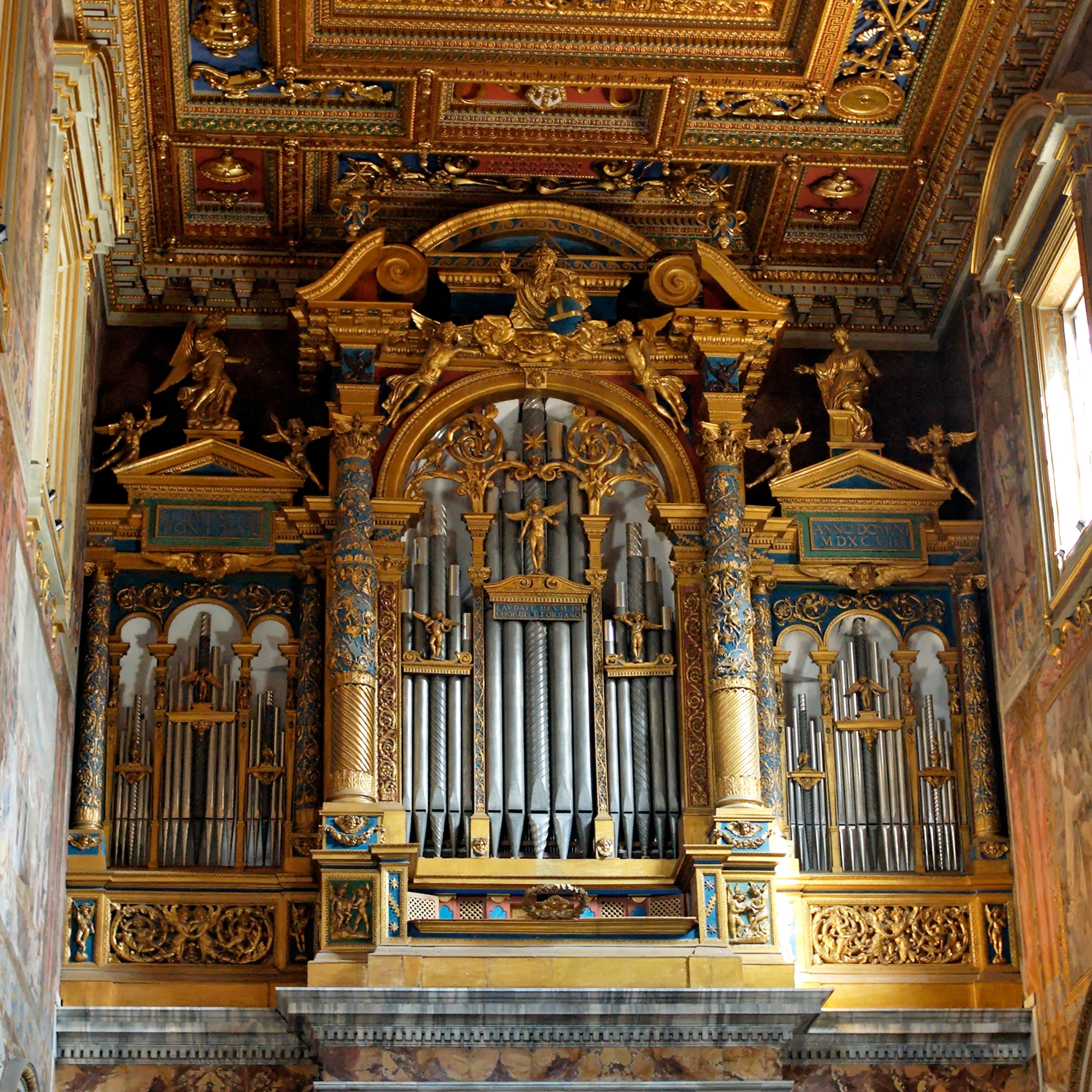
Die Hauptorgel im Querhaus

Die Geschichte der Orgel der Lateranbasilika reicht zurück in das 16. Jahrhundert. 1597 wurde der Bau einer großen Orgel in Auftrag gegeben, die von dem Orgelbauer Luca Biagi gebaut und 1599 fertiggestellt war. Dieses Instrument wurde mehrfach restauriert und erweitert. Die letzte umfassende Restaurierung wurde 1984 von dem Orgelbauer Francesco Morettini vorgenommen, nachdem das Instrument fast 50 Jahre nicht mehr gespielt werden konnte. Das Instrument hat insgesamt 28 Register auf zwei Manualen. Das Pedal ist angehängt. Die römischen Ziffern als Registerbezeichnungen verweisen auf die Tonhöhe.

#### Disposition der Hauptorgel

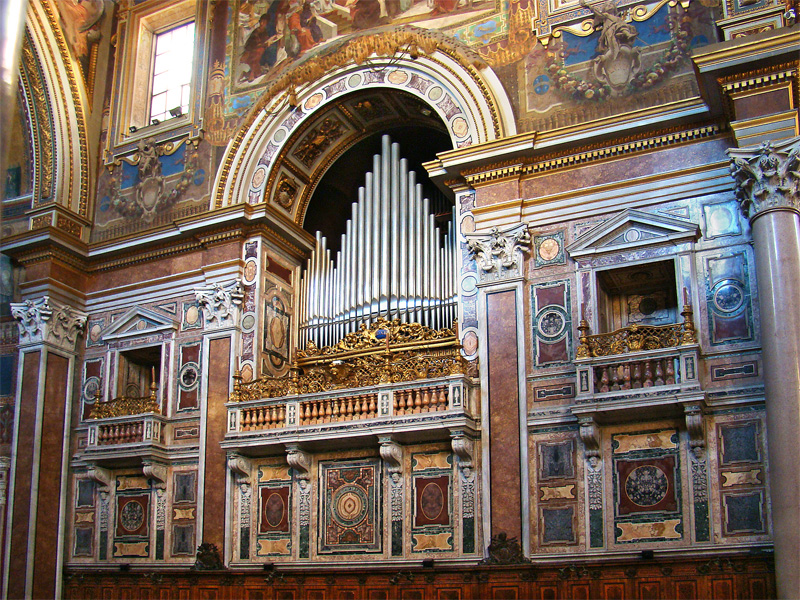
Die Epistelorgel

| I Organo positivo C–f3 |                   |         |
| 1.                     | Principale        | 8′      |
| 2.                     | Ottava            | 4′      |
| 3.                     | Flauto in VIII    | 4′      |
| 4.                     | Flauto in V       | 2 ⁄3′   |
| 5.                     | Flauto in XV      | 2′      |
| 6.                     | Cornetto II       |         |
| 7.                     | XV                | (2′)    |
| 8.                     | XIX               | (1 ⁄3′) |
| 9.                     | XXII              | (1′)    |
| 10.                    | XXVI              | ( 2⁄3′) |
| 11.                    | XXIX              | ( 1⁄2′) |
| 12.                    | Tromboncino bassi |         |

| II Organo Biagi Contra-FGABH-C–3 |                       |     |       |
| 13.                              | Principale            | 24′ | (16′) |
| 14.                              | Principale profondo   | 24′ | (16′) |
| 15.                              | Ottava                | 12′ | (8′)  |
| 16.                              | XV                    | 6′  | (4′)  |
| 17.                              | Flauto conico in VIII | 6′  | (4′)  |
| 18.                              | Flauto conico in XV   | 3′  | (2′)  |
| 19.                              | XIX                   |     |       |
| 20.                              | XXII                  |     |       |
| 21.                              | XXVI                  |     |       |
| 22.                              | XXIX I                |     |       |
| 23.                              | XXIX II               |     |       |
| 24.                              | XXXIII I              |     |       |
| 25.                              | XXXIII II             |     |       |
| 26.                              | XXXVI I               |     |       |
| 27.                              | XXXVI II              |     |       |
| 28.                              | Tromba                | 12′ | (8′)  |
|                                  | Tremolo               |     |       |

- Effektregister: Rosignolo

### Die beiden Chororgeln
Weiterhin besitzt die Kirche zwei Chororgeln, die 1886 von Nicola Morettini erbaut wurden. Die Epistelorgel besitzt 46 Register auf drei Manualen und Pedal, die Evangelienorgel nur 24 Register auf zwei Manualen und Pedal.

#### Disposition der Epistelorgel
| I Grand' Organo C–g3 |                 |        |
| 1.                   | Principale      | 16′    |
| 2.                   | Principale      | 8′     |
| 3.                   | Flauto          | 8′     |
| 4.                   | Bordone         | 8′     |
| 5.                   | Flauto Armonico | 8′     |
| 6.                   | Viola Gamba     | 8′     |
| 7.                   | Dulciana        | 8′     |
| 8.                   | Ottava          | 4′     |
| 9.                   | Flautino        | 4′     |
| 10.                  | Quinta          | 2 ⁄3′  |
| 11.                  | Terza           | 1 3⁄5′ |
| 12.                  | Pieno 1 V       |        |
| 13.                  | Pieno 2 V       |        |
| 14.                  | Bombarda        | 16′    |
| 15.                  | Tromba          | 8′     |
| 16.                  | Trombina        | 4′     |

| II Manuale C–g3 |                |     |
| 17.             | Bordone        | 16′ |
| 18.             | Principale     | 8′  |
| 19.             | Traversiere    | 8′  |
| 20.             | Flauto         | 8′  |
| 21.             | Eolina         | 8′  |
| 22.             | Viola          | 8′  |
| 23.             | Flauto Bordone | 8′  |
| 24.             | Fugara         | 4′  |
| 25.             | Bassone        | 16′ |
| 26.             | Clarino        | 8′  |

| III Recitativo C–g3 |                   |    |
| 27.                 | Bordone           | 8′ |
| 28.                 | Flauto Armonico   | 8′ |
| 29.                 | Viola Gamba       | 8′ |
| 30.                 | Salicionale       | 8′ |
| 31.                 | Voce Celeste      | 8′ |
| 32.                 | Ottavino Armonico | 4′ |
| 33.                 | Flagioletto       | 2′ |
| 34.                 | Tromba Armonica   | 8′ |
| 35.                 | Oboe              | 8′ |
| 36.                 | Voce Umana        | 8′ |

| Pedale C–f1 |             |     |
| 37.         | Controbasso | 16′ |
| 38.         | Violine     | 16′ |
| 39.         | Subasso     | 16′ |
| 40.         | Ottava      | 8′  |
| 41.         | Bordone     | 8′  |
| 42.         | Violoncello | 8′  |
| 43.         | Flauto      | 8′  |
| 44.         | Ottava      | 4′  |
| 45.         | Bombarda    | 16′ |
| 46.         | Tromba      | 8′  |

- Koppeln: II/I, III/I, I/P, II/P, III/P
- Spielhilfen: Kombinationen, Tremulant (ganze Orgel)

#### Disposition der Evangelienorgel
| I Grand’ Organo C–g3 |                 |     |
| 1.                   | Principale      | 16′ |
| 2.                   | Principale      | 8′  |
| 3.                   | Viola           | 8′  |
| 4.                   | Bordone         | 8′  |
| 5.                   | Flauto Armonico | 8′  |
| 6.                   | Ottava          | 4′  |
| 7.                   | Pieno I         |     |
| 8.                   | Pieno II        |     |
| 9.                   | Fagotto         | 16′ |
| 10.                  | Tromba          | 8′  |

| II Manuale C–g3 |            |     |
| 11.             | Quintaton  | 16′ |
| 12.             | Principale | 8′  |
| 13.             | Dolce      | 8′  |
| 14.             | Flauto     | 8′  |
| 15.             | Salicet    | 8′  |
| 16.             | Bordone    | 8′  |
| 17.             | Ottavino   | 4′  |
| 18.             | Cromorno   | 8′  |

| Pedale C–f1 |             |     |
| 19.         | Contrabasso | 16′ |
| 20.         | Subbasso    | 16′ |
| 21.         | Ottava      | 8′  |
| 22.         | Flauto      | 8′  |
| 23.         | Ottava      | 4′  |
| 24.         | Bombarda    | 16′ |

## Kreuzgang
Der Kreuzgang des Klosters der Lateranbasilika gilt als einer der schönsten Roms und wurde 1215 bis 1232 errichtet, wahrscheinlich von der Künstlerfamilie Vassalletto. Die ca. 36 m langen Arkadengänge wurden mit reich ornamentierten, zum Teil gedrehten Säulen ausgestattet; sie demonstrieren kosmatisches Zierwerk in Reinform. In der Mitte des Hofes befindet sich ein Brunnenbecken aus dem 9. Jahrhundert.
An den Wänden sind Reste aus der alten Basilika (vor dem Umbau durch Borromini) angebracht, darunter Teile des Grabmals des im 13. Jahrhundert verstorbenen Kardinals Annibaldi della Molara von Arnolfo di Cambio, Teile des ehemaligen Magdalenenziboriums, die heute einen alten Bischofssitz einfassen.

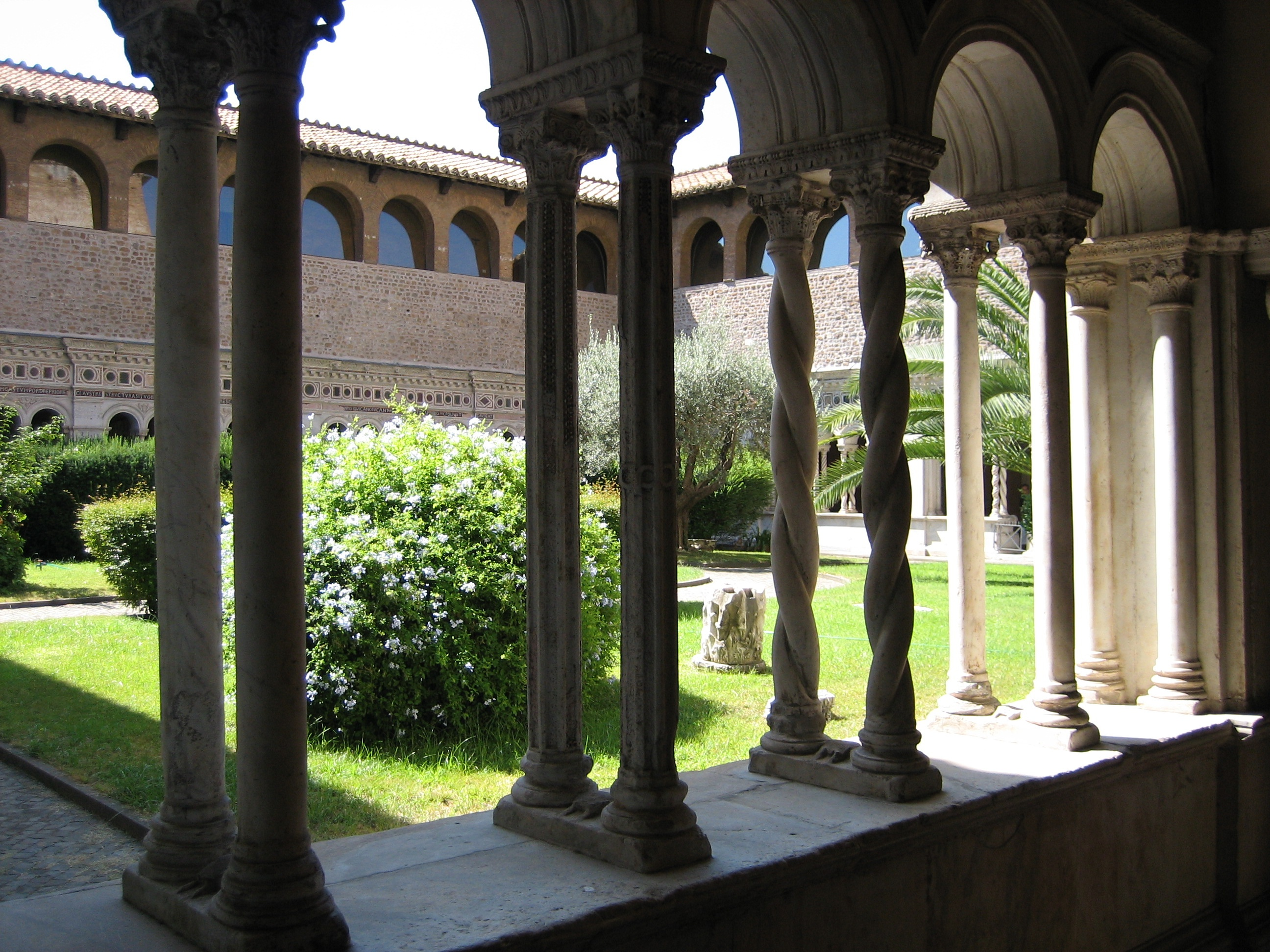
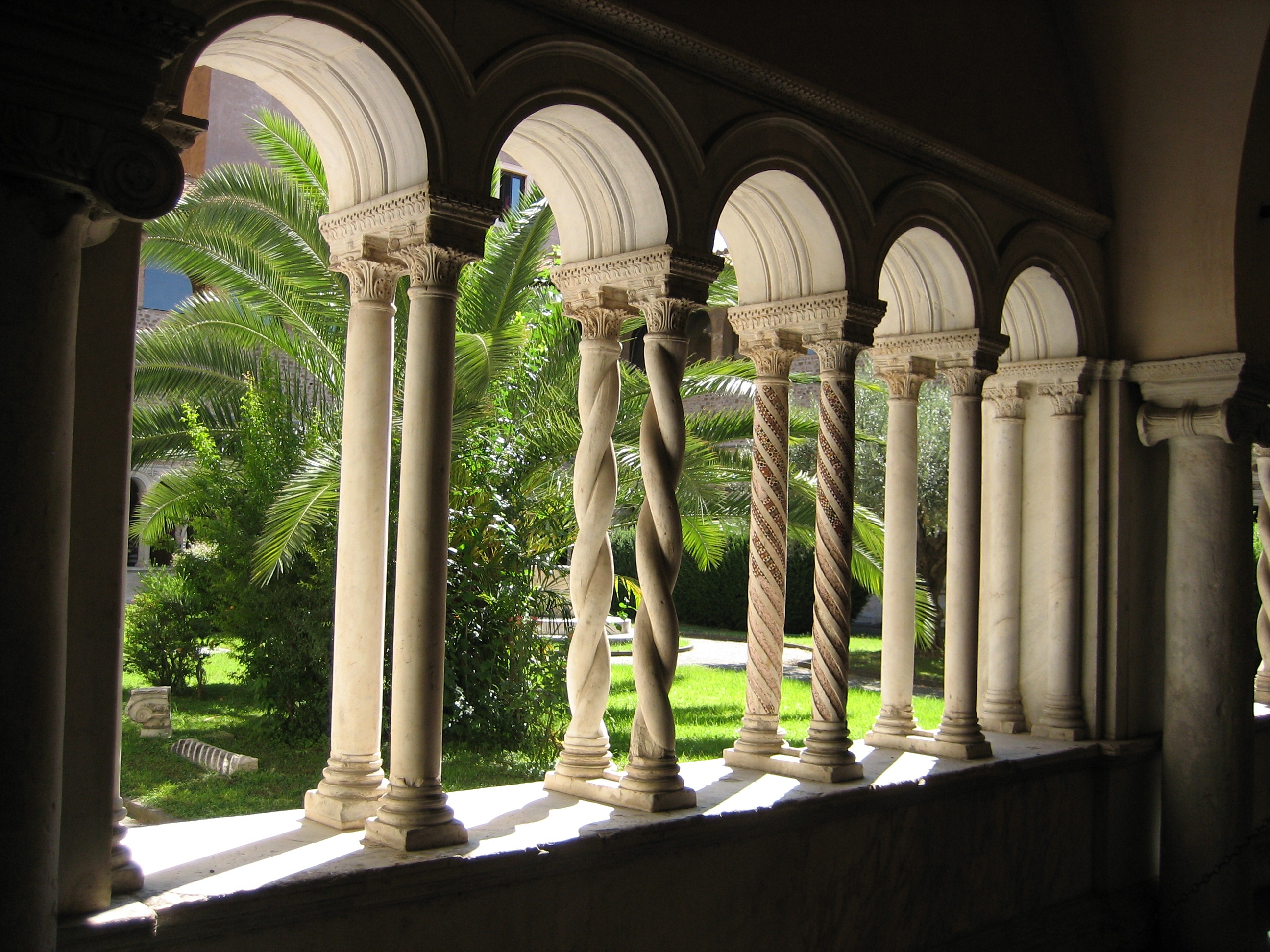
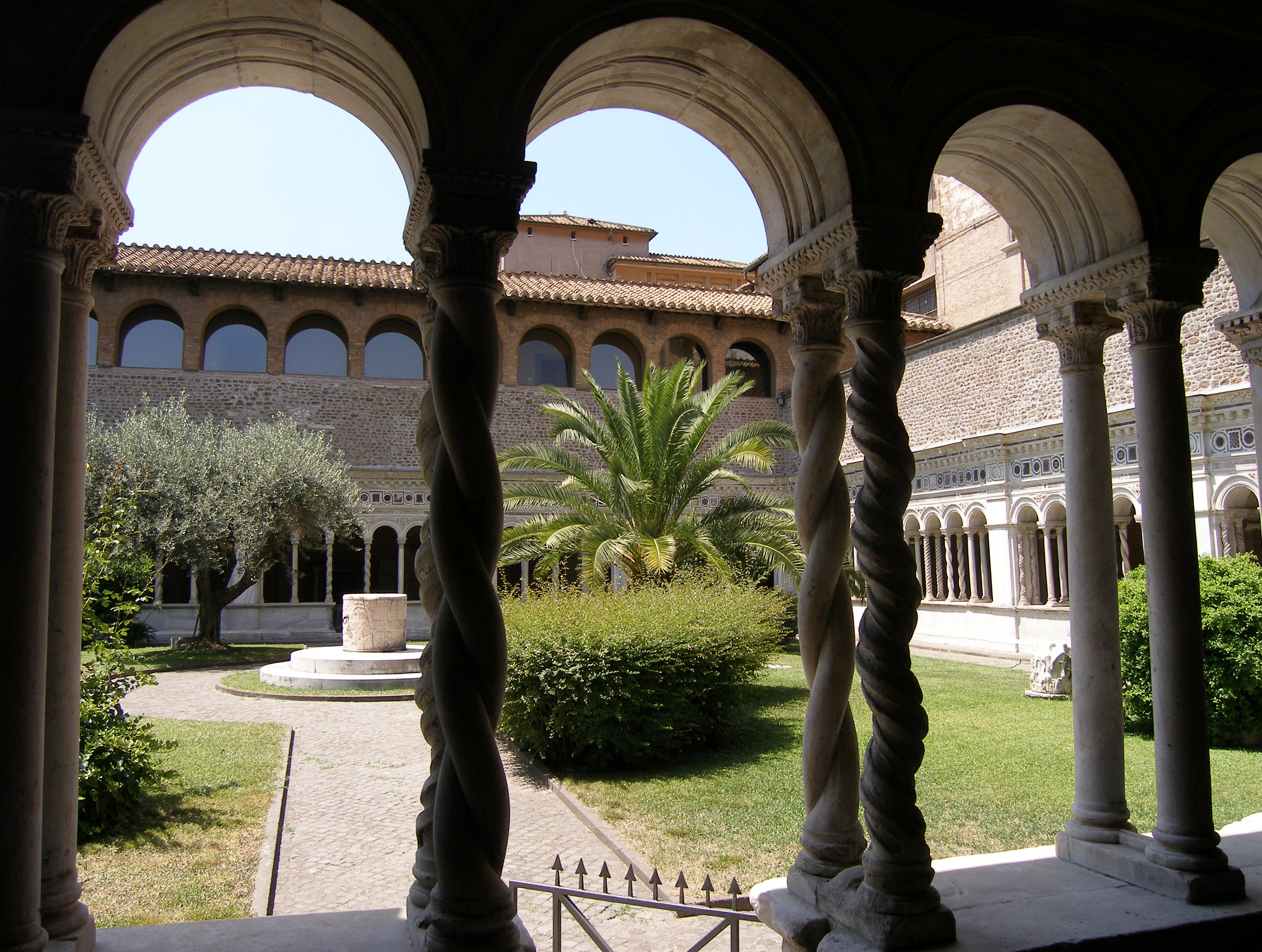
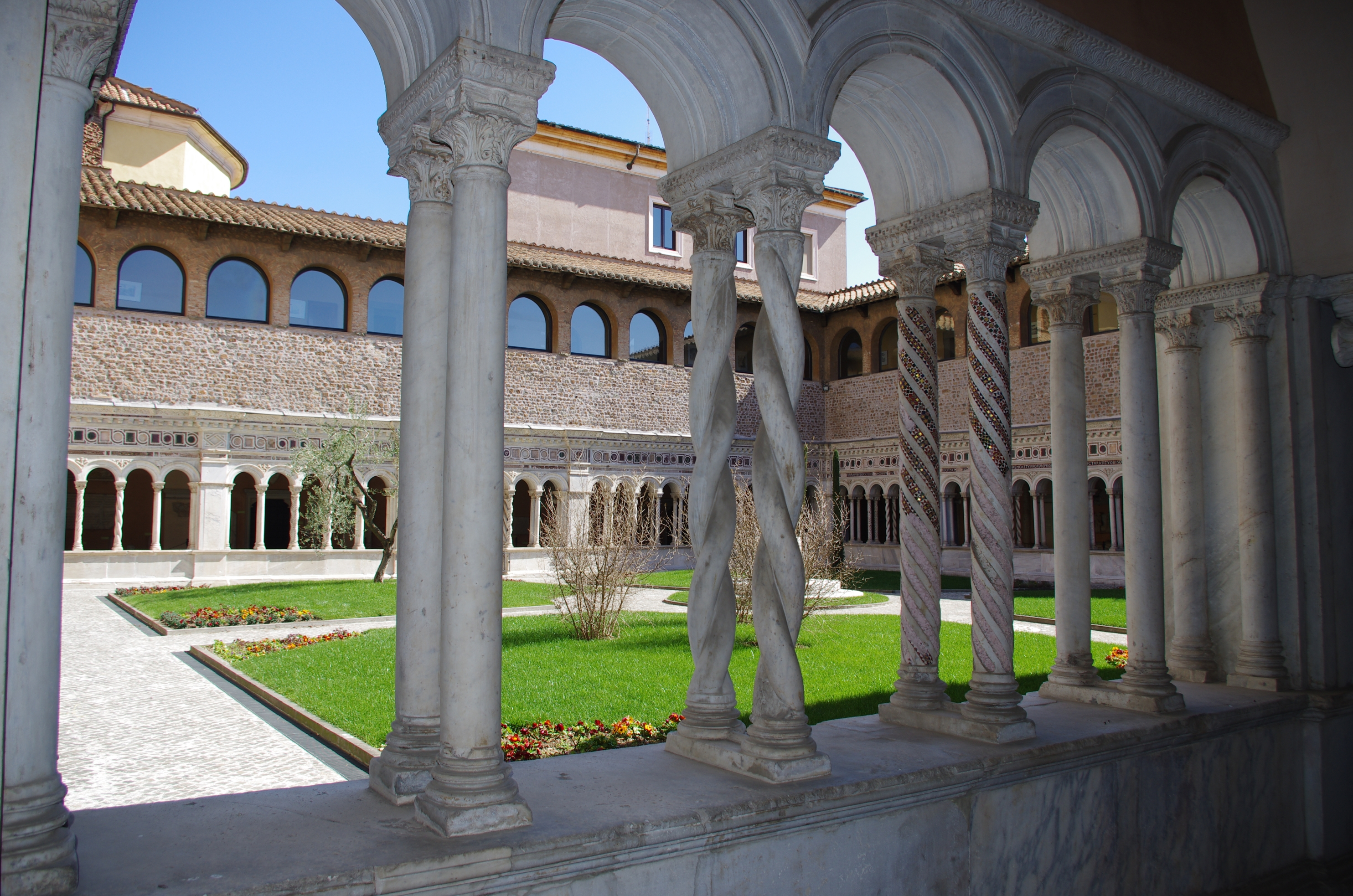
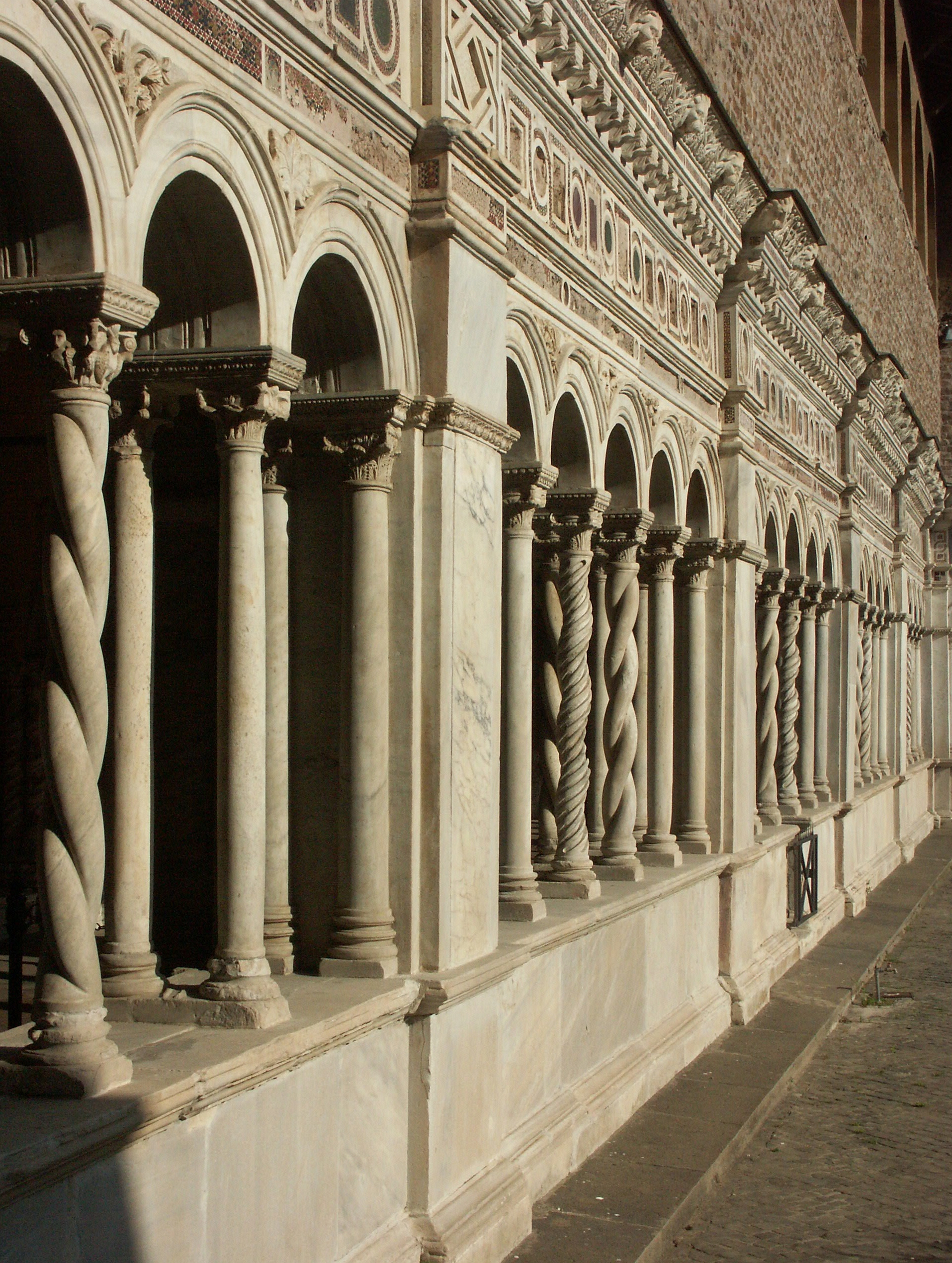
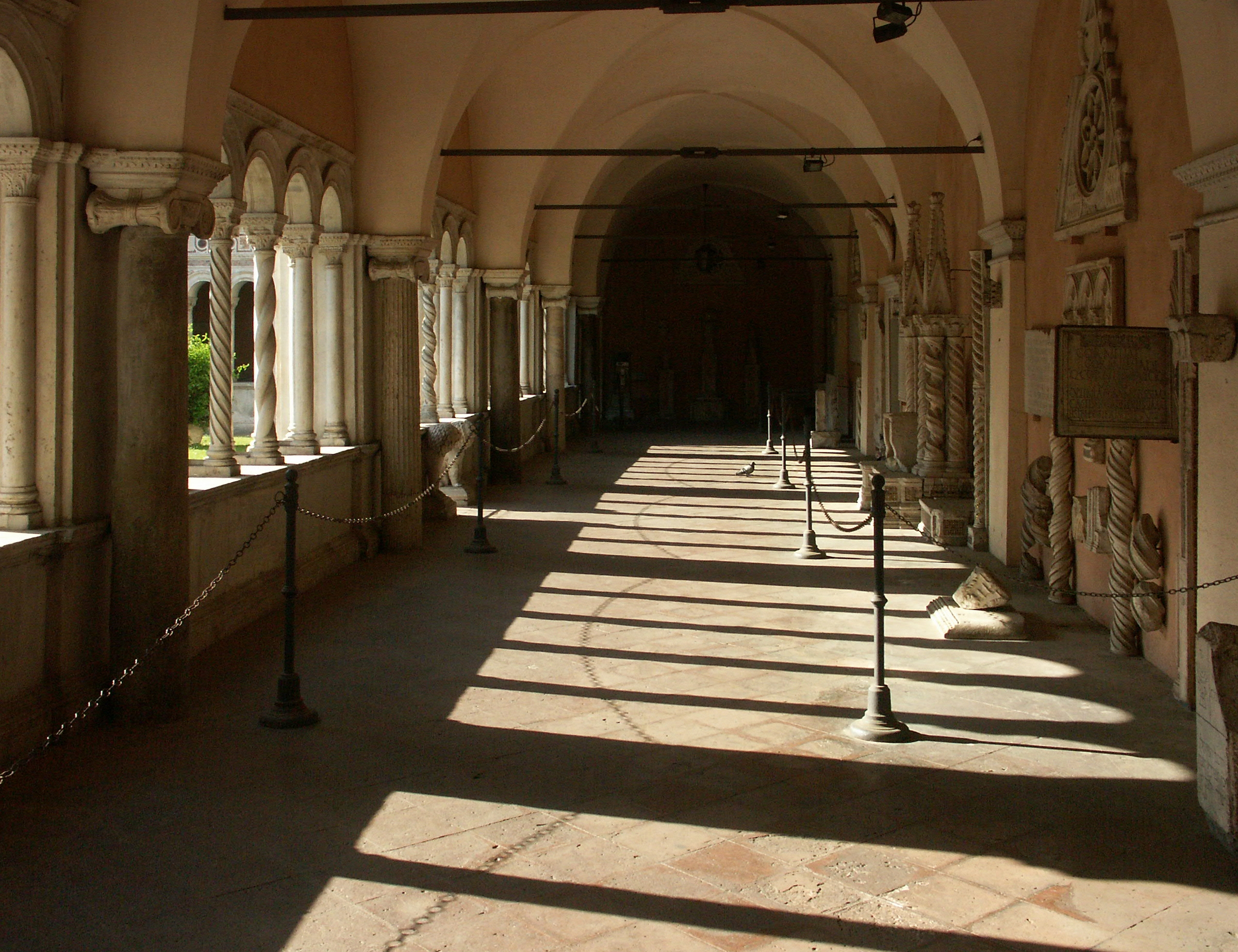

## Baptisterium

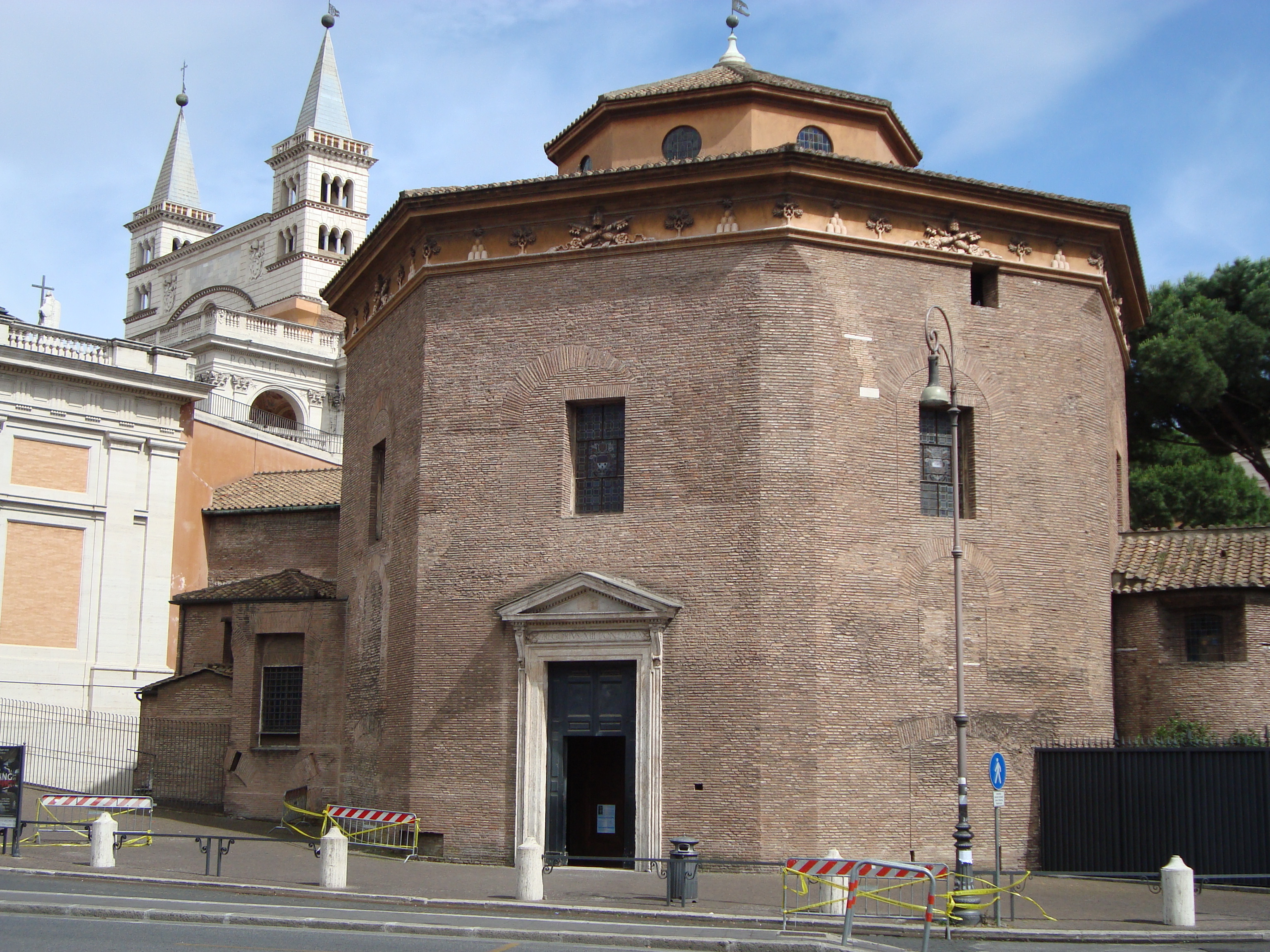
Baptisterium des Lateran, Außenansicht

Das heute achteckige Baptisterium des Lateran ist wohl das älteste der Christenheit und gilt als „Prototyp aller Baptisterien“. Es wurde um das Jahr 315 von Konstantin vermutlich ursprünglich rund errichtet und in den Jahren 432 bis 440 unter Sixtus III. zu einem Oktogon umgebaut. Obwohl es mittlerweile vielfach umgestaltet worden ist, zeigt es noch einige Reste antiker Mosaike und die antiken Säulen aus ägyptischem Porphyr. Auch eine Bronzetür des 5. Jahrhunderts aus der Zeit des römischen Bischofs Hilarius hat sich erhalten. Sie ist eine der letzten ihrer Art, die in der Antike in Rom gefertigt wurden.
Die Wandgemälde der heutigen Innenausstattung stammen aus dem 17. Jahrhundert. Sie stammen von Andrea Sacchi (1599–1661). Beachtenswert ist unter anderem die Komposition des Bildes Carlo Marattas, das die Zerstörung der Götzenbilder durch Kaiser Konstantin zeigt – eine allerdings völlig ahistorische Darstellung.
Das Baptisterium war Teil einer großen Anlage von Kapellen, die dem Patronat des heiligen Stephanus, des heiligen Hilarius und dem Gedächtnis Heiligen Kreuzes gewidmet waren; sie mussten dem großen Umbau des gesamten Komplexes weichen und sind nur noch auf alten Plänen und Zeichnungen zu sehen, von denen die Biblioteca Vaticana die bei weitem größte Zahl besitzt.

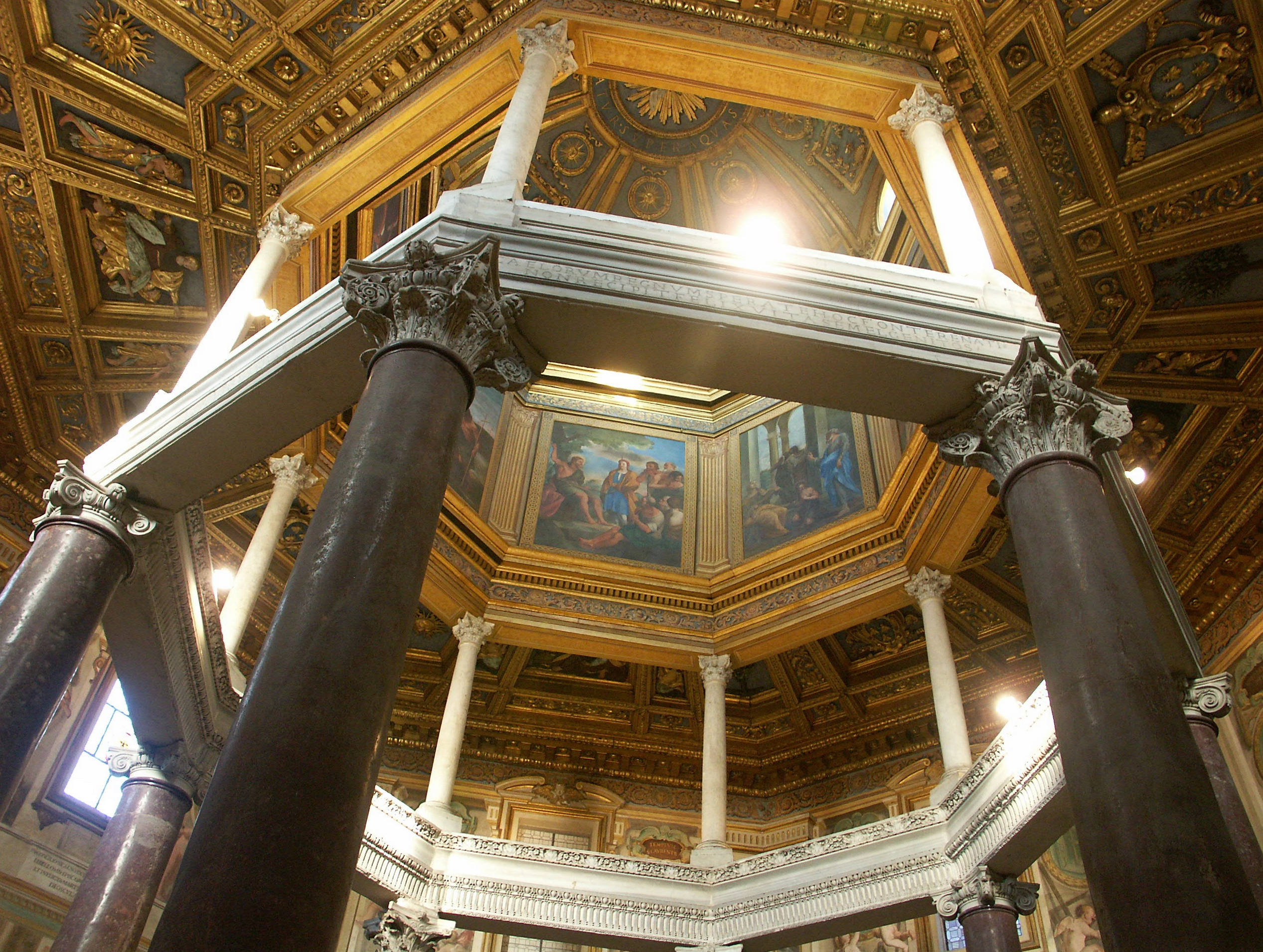
Oktogon des Baptisteriums
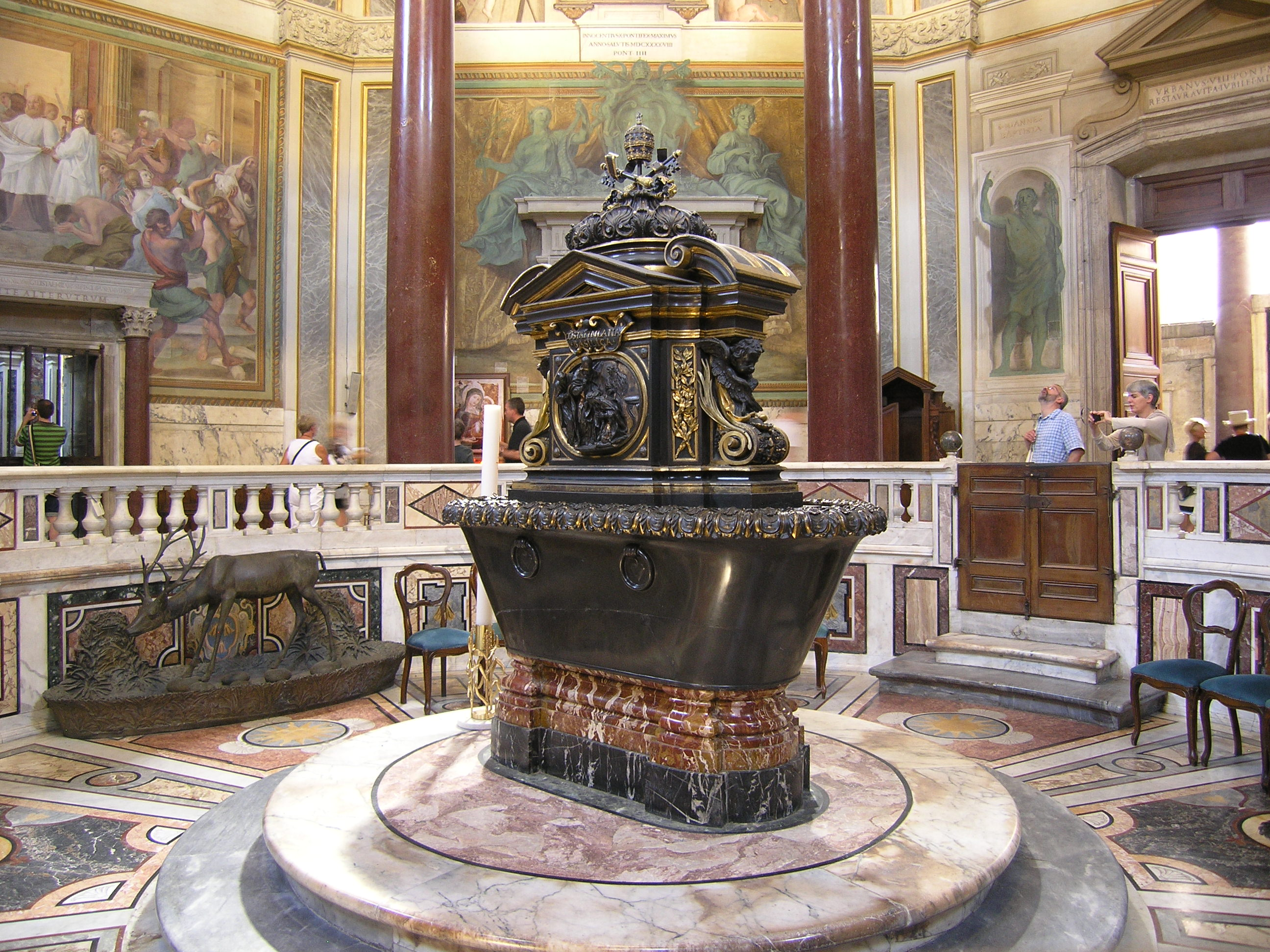
Innenraum des Baptisteriums

## Liturgie und Stationskirche
Die Heilige Messe am Fest des heiligsten Leibes und Blutes Christi mit dem Papst fand bis 2017 vor der Lateranbasilika statt. Der Messe schloss sich die Fronleichnamsprozession nach Santa Maria Maggiore an. Der Weihetag der Lateranbasilika am 9. November wird in der ganzen römisch-katholischen Kirche als Fest begangen.
Die Lateranbasilika ist in der Zeit zwischen Aschermittwoch und Pfingsten mehrmals stadtrömische Stationskirche: Am 1. Fastensonntag, am Palmsonntag, am Karsamstag (Osternacht), am "Weißen Samstag" (= Samstag der Osteroktav) und bei der Vigil von Pfingsten.